# Dinastía carolingia
La dinastía carolingia o carlovingia se refiere al linaje de reyes y emperadores francos que gobernaron Europa Occidental entre los siglos VIII y X. Su nombre deriva de Carlos Martel (en latín: Carolus Martellus), mayordomo de palacio y vencedor de la batalla de Poitiers, y/o de su nieto Carlomagno (Carolus Magnus), quien fue coronado emperador romano en la Navidad del año 800.

## Aspectos históricos

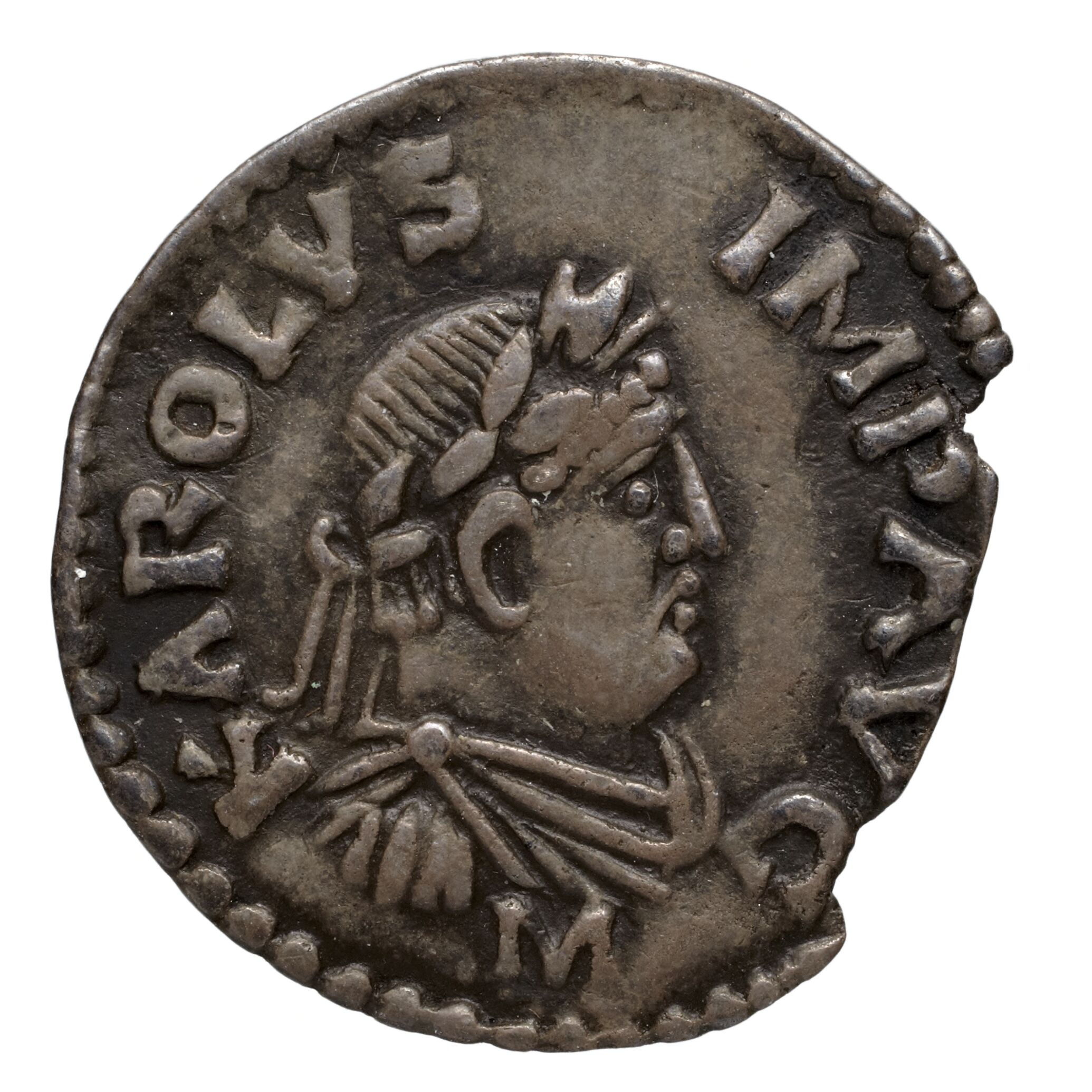
Anverso de una moneda de plata de Carlomagno acuñado en Maguncia entre 812 y 814, hoy en el Cabinet des Médailles de París.

La dinastía deriva del matrimonio de los hijos de Arnulfo de Metz y Pipino el Viejo, ambos descritos por Fredegario como los señores más importantes de Austrasia. La familia consolidó su poder desde el segundo tercio del siglo VII, cuando consiguió que el oficio de mayordomo de palacio fuese hereditario. De esta forma, se convirtieron en los verdaderos gobernantes de los francos; mientras que los reyes merovingios quedaron reducidos a un papel nominal.
El mayordomo de palacio Pipino el Breve (hijo de Carlos Martel y descendiente de Pipino el Viejo) logró destronar a su rey merovingio Childerico III y ser reconocido rey de los francos con apoyo del papa. Pipino fue sucedido en el trono franco por Carlomagno y Carloman I. El primero, años más tarde, expandiría su poder por gran parte de Europa Occidental y sería coronado emperador por el papa en la Navidad del año 800 en Roma. En esta dinastía aparece el Imperio carolingio, como es llamado por los historiadores el vasto territorio que unió Carlomagno bajo su reinado, un periodo derivado de la política de Pipino y Carlomagno. Este imperio se disgregó pocas décadas después tras la muerte del hijo de Carlomagno, Luis I el Piadoso o Ludovico Pío, cuando los tres hijos de este (Carlos, Lotario y Luis) se repartieron el imperio mediante el Tratado de Verdún (843). El poder de la dinastía entonces fue disminuyendo. La parte media, tras ser disgregada, se incorporó a la zona oriental. Los carolingios de la parte oriental se extinguieron con la muerte en 911 de Luis el Niño y en su lugar se estableció la dinastía sajona desde 919. Y la rama occidental de los carolingios se extinguió entre 888 y 987, y a partir de esa fecha se establecieron finalmente los Capetos en el trono de los francos.
Los sucesores de Carlomagno no pudieron combinar los elementos políticos y la costumbre germánica de dividir el territorio entre todos los hijos del soberano. El Imperio de Carlomagno se basaba sobre la lealtad de los condes que gobernaban las distintas regiones hacia su persona y en las riquezas que derivaban de las conquistas. Su sucesor afrontó tres guerras civiles originadas por sus hijos que debilitaron el poder central; con lo cual, el territorio que había constituido el imperio de Carlomagno se disgregó en menos de cinco décadas, en medio de las guerras intestinas y los ataques de los nórdicos, dando paso al pleno auge del feudalismo.
Durante años, la Dinastía Carolingia desarrolló un arte propio de gran influencia en Europa, pues el Imperio Carolingio fue centro de la política europea durante décadas. La cultura carolingia también gozó de gran prestigio, y los historiadores hablan de un verdadero «renacimiento carolingio», basado sobre la difusión cultural y sobre la enseñanza en las escuelas de la época. El estilo arquitectónico de la época, que era una forma del arte prerrománico, también se denomina «estilo carolingio».

## Gobernantes

### Mayordomos del Palacio
- Pipino el Viejo mayordomo de Austrasia (616-629 y 639-640)
- Grimoaldo el Viejo mayordomo de Austrasia (643-656)
- Pipino de Heristal mayordomo de Austrasia (680-714); mayordomo de Neustria y Borgoña (687-695)
- Grimoaldo el Joven mayordomo de Neustria (695-714)
- Carlos Martel mayordomo de Austrasia (715-741); mayordomo de Neustria (715-741)
- Carlomán mayordomo de Austrasia (741-747)
- Pipino el Breve mayordomo de Neustria (741-751) y mayordomo de Austrasia (747-751)

### Duques y príncipes de los francos
- Pipino de Heristal (687-714)
- Carlos Martel (714-741)

### Reyes carolingios
- Pipino el Breve (751-768)
- Carlomán I (768-771)
- Carlos I el Grande [Carlomagno] (768-814)
- Carlos el Joven (800-810), asociado a su padre Carlomagno
- Luis I el Piadoso [Ludovico Pío] (814-840)
- Territorio dividido en tres reinos (Tratado de Verdún)

### Emperadores carolingios
- Carlos I el Grande (800-814)
- Luis I el Piadoso (814-840)
- Lotario I (840-855)
- Luis II el Joven (855-875)
- Carlos II el Calvo (875-877)
- Carlos III el Gordo (881-887)
- Arnulfo de Carintia (898-899)
- Berengario I de Italia (905-924)
- pasa a la dinastía otoniana

### Reyes deItalia
- Carlomagno (774-814)
- Pipino de Italia (781-810) asociado a su padre Carlomagno
- Bernardo I (810-818), asociado a su abuelo Carlomagno. Después rey en solitario.
- Lotario I (818-855)
- Luis II el Joven (855-875)
- Carlos II el Calvo (875-877)
- Carlomán de Baviera (877-879)
- Carlos III el Gordo (879-887)
- Berengario I (887-889), a partir del 889 se retira a Friul expulsado por Guido III.
- Arnulfo de Carintia (896-899), expulsado por Berengario I y Lamberto de Spoleto.
- Ratoldo (896), conjuntamente con Arnulfo.
- Berengario I (896-924), contestado por otros candidatos como Luis III el Ciego (900-905) y Rodolfo II de Borgoña (922-926)
- pasa a la dinastía de los Bosónidas

### Reyes de Baviera
- Luis II el Germánico (817-843)
- se integra en la Francia Oriental
- Carlomán de Baviera (876-880)
- Luis III de Alemania (880-882)
- se integra en la Francia Oriental.

### Reyes de otros estados alemanes
- Luis III de Alemania, rey de Sajonia (876-882) se unifica en la Francia Oriental.
- Carlos III el Gordo, rey de Alemania (876-882) se unifica en la Francia Oriental.

### Reyes deFrancia Oriental(Alemania)
- Luis II el Germánico (843-876)
- división del reino en tres estados (Alemania, Sajonia y Baviera)
- Carlos III el Gordo (882-887), unifica todos los territorios en la Francia Oriental.
- Arnulfo de Carintia (887-899)
- Luis IV el Niño (899-911)
- pasa a la dinastía otoniana.

### Reyes deFrancia Media
- Lotario I (843-855)
- Lotario II (855-869)
- Territorio es dividido entre Carlos II el Calvo y Luis el Germánico (Tratado de Mersen)
- Arnulfo de Carintia (887-894)
- Zuentiboldo (894-900)
- Luis IV el Niño (900-911)
- Carlos III el Simple (911-923)
- pasa a la dinastía otoniana

### Reyes deFrancia Occidental(Francia)
- Carlos II el Calvo (843-877)
- Luis II el Tartamudo (877-879)
- Luis III de Francia (879-882), asociado con su hermano Carlomán II
- Carlomán II de Francia (879-884), asociado con su hermano Luis III
- Carlos III el Gordo (885-887)
- dinastía robertina en el trono (887-898)
- Carlos III el Simple (898-922)
- dinastía robertina en el trono (922-936)
- Luis IV de Ultramar (936-954)
- Lotario de Francia (954-986)
- Luis V el Holgazán (986-987)
- pasa a la dinastía capeta de Francia

### Reyes deAquitania
- Luis I (781-814)
- territorio incluido en el imperio
- Pipino I de Aquitania (817-838)
- Pipino II de Aquitania (838-864), declarado rebelde.
- Carlos II el Calvo (838-855), declarado heredero por Luis I el Piadoso, enfrentado a Pipino II.
- Carlos III el Niño (855-866), recibe los derechos de Carlos II, enfrentado a Pipino II
- Luis II el Tartamudo (866-877)
- incluido en la Francia Occidental.

### Reyes deBorgoña
- Carlos de Provenza (855-863)
- territorio repartido entre Lotario II y Luis II el Joven

## Evolución histórica y territorial (814-987)
| Mapa | Aquitania                                                                                    | Francia Occidental                                                                                                 | Francia Media | Provenza | Italia                                                                                              | Baviera                                                                                             | Francia Oriental                                                                                    |                                                              |
| --- | -------------------------------------------------------------------------------------------- | --- | --- | --- | --------------------------------------------------------------------------------------------------- | --------------------------------------------------------------------------------------------------- | --------------------------------------------------------------------------------------------------- | ------------------------------------------------------------ |
| | Ludovico Pío Emperador (814-840) y rey de los francos (814-840)                              | Ludovico Pío Emperador (814-840) y rey de los francos (814-840)                                                    | Ludovico Pío Emperador (814-840) y rey de los francos (814-840)                                                    | Ludovico Pío Emperador (814-840) y rey de los francos (814-840)                                                    | Bernardo I (810-818)                                                                                | parte del Imperio                                                                                   | parte del Imperio                                                                                   |                                                              |
| | Pipino I (814-838)                                                                           | Ludovico Pío —Luis I el Piadoso— Emperador (814-840) y rey de los francos (814-840)                                | Ludovico Pío —Luis I el Piadoso— Emperador (814-840) y rey de los francos (814-840)                                | Ludovico Pío —Luis I el Piadoso— Emperador (814-840) y rey de los francos (814-840)                                | Bernardo I (810-818)                                                                                | Luis II el Germánico (817-843)                                                                      | parte del Imperio                                                                                   |                                                              |
| Pipino II (838-864) rebelde | Lotario I (818-855)                                                                          | Ludovico Pío —Luis I el Piadoso— Emperador (814-840) y rey de los francos (814-840)                                | Ludovico Pío —Luis I el Piadoso— Emperador (814-840) y rey de los francos (814-840)                                | Ludovico Pío —Luis I el Piadoso— Emperador (814-840) y rey de los francos (814-840)                                | | Luis II el Germánico (817-843)                                                                      | parte del Imperio                                                                                   |                                                              |
| Pipino II (838-864) rebelde |                                                                                              | Carlos II el Calvo (840-877)                                                                                       | Lotario I Emperador (840-855); rey de Francia Media (840-855) y rey de Italia (818-855)                            | Lotario I Emperador (840-855); rey de Francia Media (840-855) y rey de Italia (818-855)                            | Lotario I Emperador (840-855); rey de Francia Media (840-855) y rey de Italia (818-855)             | Luis II el Germánico (817-843)                                                                      | parte del Imperio                                                                                   |                                                              |
| Pipino II (838-864) rebelde | Tratado de Verdún (843) división del territorio carolingio                                   | | | | | | |                                                              |
| Pipino II (838-864) rebelde | Carlos II el Calvo (840-877)                                                                 | Lotario I Emperador (840-855), rey de Francia Media (840-855) y rey de Italia (818-855)                            | Lotario I Emperador (840-855), rey de Francia Media (840-855) y rey de Italia (818-855)                            | Lotario I Emperador (840-855), rey de Francia Media (840-855) y rey de Italia (818-855)                            | Luis II el Germánico — Luis II de Alemania — (843-876) rey de Francia Oriental / Alemania           | Luis II el Germánico — Luis II de Alemania — (843-876) rey de Francia Oriental / Alemania           | Luis II el Germánico — Luis II de Alemania — (843-876) rey de Francia Oriental / Alemania           |                                                              |
| | Carlos II el Calvo (840-877)                                                                 | Carlos el Niño (855-866)                                                                                           | Lotario II (855-869) rey de Lotaringia                                                                             | Carlos de Provenza (855-863)                                                                                       | Luis II el Germánico — Luis II de Alemania — (843-876) rey de Francia Oriental / Alemania           | Luis II el Germánico — Luis II de Alemania — (843-876) rey de Francia Oriental / Alemania           | Luis II el Germánico — Luis II de Alemania — (843-876) rey de Francia Oriental / Alemania           | Luis II el Joven Emperador (855-875) rey de Italia (855-875) |
| | Carlos II el Calvo (840-877)                                                                 | Carlos el Niño (855-866)                                                                                           | Lotario II (855-869) rey de Lotaringia                                                                             | División entre Lotario II y Luis II el Joven                                                                       | Luis II el Germánico — Luis II de Alemania — (843-876) rey de Francia Oriental / Alemania           | Luis II el Germánico — Luis II de Alemania — (843-876) rey de Francia Oriental / Alemania           | Luis II el Germánico — Luis II de Alemania — (843-876) rey de Francia Oriental / Alemania           | Luis II el Joven Emperador (855-875) rey de Italia (855-875) |
| | Carlos II el Calvo (840-877)                                                                 | Luis II el Tartamudo (866-877)                                                                                     | División entre Carlos II y Luis el Germánico                                                                       | Luis II el Joven Emperador (855-875) y rey de Italia (855-875)                                                     | Luis II el Joven Emperador (855-875) y rey de Italia (855-875)                                      | Luis II el Germánico — Luis II de Alemania — (843-876) rey de Francia Oriental / Alemania           | Luis II el Germánico — Luis II de Alemania — (843-876) rey de Francia Oriental / Alemania           |                                                              |
| | Carlos II Emperador (875-877), rey de Italia (875-877) y rey de Francia Occidental (840-877) | Carlos II Emperador (875-877), rey de Italia (875-877) y rey de Francia Occidental (840-877)                       | Carlos II Emperador (875-877), rey de Italia (875-877) y rey de Francia Occidental (840-877)                       | Carlos II Emperador (875-877), rey de Italia (875-877) y rey de Francia Occidental (840-877)                       | Carlomán (876-880)                                                                                  | Luis III de Alemania rey de Sajonia (876-882)Carlos III el Gordo rey de Alemania (876-882)          | |                                                              |
| | Luis II el Tartamudo rey de Francia Occidental (877-879)                                     | Luis II el Tartamudo rey de Francia Occidental (877-879)                                                           | Luis II el Tartamudo rey de Francia Occidental (877-879)                                                           | Luis II el Tartamudo rey de Francia Occidental (877-879)                                                           | Carlomán rey de Baviera (876-880) y rey de Italia (877-880)                                         | Carlomán rey de Baviera (876-880) y rey de Italia (877-880)                                         | |                                                              |
| | Luis III (879-882) Carlomán II (879-884) reyes de Francia Occidental                         | Luis III (879-882) Carlomán II (879-884) reyes de Francia Occidental                                               | Luis III (879-882) Carlomán II (879-884) reyes de Francia Occidental                                               | Bosón (879-887) | Carlos III el Gordo Emperador (881-887) rey de Alemania (876-882) y rey de Italia (880-887)         | Luis III el Joven rey de Sajonia (876-882) rey de Baviera (880-882)                                 | Luis III el Joven rey de Sajonia (876-882) rey de Baviera (880-882)                                 |                                                              |
| | Carlos III el Gordo Emperador (881-887) rey de Francia Occidental (884-888)                  | Carlos III el Gordo Emperador (881-887) rey de Francia Occidental (884-888)                                        | Carlos III el Gordo Emperador (881-887) rey de Francia Occidental (884-888)                                        | Bosón (879-887) | Carlos III el Gordo Emperador (881-888) rey de Francia Oriental (882-887) y rey de Italia (880-887) | Carlos III el Gordo Emperador (881-888) rey de Francia Oriental (882-887) y rey de Italia (880-887) | Carlos III el Gordo Emperador (881-888) rey de Francia Oriental (882-887) y rey de Italia (880-887) |                                                              |
| | Eudes (888-898)                                                                              | Eudes (888-898) | Rodolfo I Borgoña (888-912)                                                                                        | Luis III (887-933)                                                                                                 | Berengario I (887-889)                                                                              | Arnulfo de Carintia rey de Francia Oriental (887-899) rey de Lotaringia (887-894)                   | Arnulfo de Carintia rey de Francia Oriental (887-899) rey de Lotaringia (887-894)                   |                                                              |
| Guido III (889-894) Lamberto II (891-895) | Eudes (888-898)                                                                              | Eudes (888-898) | Rodolfo I Borgoña (888-912)                                                                                        | Luis III (887-933)                                                                                                 | | Arnulfo de Carintia rey de Francia Oriental (887-899) rey de Lotaringia (887-894)                   | Arnulfo de Carintia rey de Francia Oriental (887-899) rey de Lotaringia (887-894)                   |                                                              |
| Arnulfo de Carintia Emperador (896-899) rey de Italia (895-899)                                                                                      | Eudes (888-898)                                                                              | Eudes (888-898) | Rodolfo I Borgoña (888-912)                                                                                        | Luis III (887-933)                                                                                                 | Zuentiboldo rey de Lotaringia (894-900)                                                             | Arnulfo de Carintia (887-899)                                                                       | |                                                              |
| Arnulfo de Carintia Emperador (896-899) rey de Italia (895-899)                                                                                      | Carlos III el Simple (898-922)                                                               | | Rodolfo I Borgoña (888-912)                                                                                        | Luis III (887-933)                                                                                                 | Zuentiboldo rey de Lotaringia (894-900)                                                             | Arnulfo de Carintia (887-899)                                                                       | |                                                              |
| Disputado (896-926) Berengario I, Emperador (915-924) Lamberto II, (896-898) Luis III Emperador (901-905) Rodolfo II (922-926) y Hugo de Arlés (926) | Luis IV el Niño rey de Francia Oriental (899-911) rey de Lotaringia (900-911)                | Luis IV el Niño rey de Francia Oriental (899-911) rey de Lotaringia (900-911)                                      | Rodolfo I Borgoña (888-912)                                                                                        | Luis III (887-933)                                                                                                 | | | |                                                              |
| Disputado (896-926) Berengario I, Emperador (915-924) Lamberto II, (896-898) Luis III Emperador (901-905) Rodolfo II (922-926) y Hugo de Arlés (926) |                                                                                              | Rodolfo II Borgoña (912-937)                                                                                       | Carlos III el Simple rey de Lotaringia (911-923)                                                                   | Luis III (887-933)                                                                                                 | Conrado I (911-918)                                                                                 | | |                                                              |
| Roberto I (922-923) | Roberto I (922-923)                                                                          | Rodolfo II Borgoña y Provenza (933-937)                                                                            | Rodolfo II Borgoña y Provenza (933-937)                                                                            | Hugo de Arlés (926-947)                                                                                            | Enrique I el Pajarero Francia Oriental (918-936) Lotaringia (922-936)                               | Enrique I el Pajarero Francia Oriental (918-936) Lotaringia (922-936)                               | |                                                              |
| Raúl I (923-936) |                                                                                              | Rodolfo II Borgoña y Provenza (933-937)                                                                            | Rodolfo II Borgoña y Provenza (933-937)                                                                            | Hugo de Arlés (926-947)                                                                                            | Enrique I el Pajarero Francia Oriental (918-936) Lotaringia (922-936)                               | Enrique I el Pajarero Francia Oriental (918-936) Lotaringia (922-936)                               | |                                                              |
| Otón I rey de Alemania (936-973) |                                                                                              | Rodolfo II Borgoña y Provenza (933-937)                                                                            | Rodolfo II Borgoña y Provenza (933-937)                                                                            | Hugo de Arlés (926-947)                                                                                            | | | |                                                              |
| | Luis IV de Ultramar (936-954)                                                                | Luis IV de Ultramar (936-954)                                                                                      | Conrado III de Borgoña (937-993)                                                                                   | Conrado III de Borgoña (937-993)                                                                                   | Lotario II (947-950)                                                                                | | |                                                              |
| Lotario de Francia (954-986) | Lotario de Francia (954-986)                                                                 | Berengario II de Italia (950-961) Adalberto (950-963)                                                              | Conrado III de Borgoña (937-993)                                                                                   | Conrado III de Borgoña (937-993)                                                                                   | | | |                                                              |
| Luis V el Holgazán (986-987) | Luis V el Holgazán (986-987)                                                                 | Otón I del Sacro Imperio Romano Germánico Emperador (962-976), rey de Alemania (963-976) y rey de Italia (951-976) | Otón I del Sacro Imperio Romano Germánico Emperador (962-976), rey de Alemania (963-976) y rey de Italia (951-976) | Otón I del Sacro Imperio Romano Germánico Emperador (962-976), rey de Alemania (963-976) y rey de Italia (951-976) | | | |                                                              |
| Hugo Capeto (987-996) |                                                                                              | Otón I del Sacro Imperio Romano Germánico Emperador (962-976), rey de Alemania (963-976) y rey de Italia (951-976) | Otón I del Sacro Imperio Romano Germánico Emperador (962-976), rey de Alemania (963-976) y rey de Italia (951-976) | Otón I del Sacro Imperio Romano Germánico Emperador (962-976), rey de Alemania (963-976) y rey de Italia (951-976) | | | |                                                              |
| Fin de la dinastía carolingia |                                                                                              | | | | | | |                                                              |

## Árbol Genealógico
|  |  |                                              |                                              |                                                      |                                                      | Pipino de Landen may. Austrasia (c. 580-615-640)     | Pipino de Landen may. Austrasia (c. 580-615-640)     | Pipino de Landen may. Austrasia (c. 580-615-640)                                   | Pipino de Landen may. Austrasia (c. 580-615-640)                                   | Pipino de Landen may. Austrasia (c. 580-615-640)                                   | Pipino de Landen may. Austrasia (c. 580-615-640)                                   |                                                                                    |                                                                                    | Itta o Idoberga (592-652) abadesa de Nivelles | Itta o Idoberga (592-652) abadesa de Nivelles | Itta o Idoberga (592-652) abadesa de Nivelles           | Itta o Idoberga (592-652) abadesa de Nivelles           | Itta o Idoberga (592-652) abadesa de Nivelles           | Itta o Idoberga (592-652) abadesa de Nivelles           |                                                         |                                                         | Arnulfo (c. 582-641) obispo de Metz                   | Arnulfo (c. 582-641) obispo de Metz                   | Arnulfo (c. 582-641) obispo de Metz                   | Arnulfo (c. 582-641) obispo de Metz                   | Arnulfo (c. 582-641) obispo de Metz              | Arnulfo (c. 582-641) obispo de Metz              |                                                |                                                | Doda                                           | Doda                                           | Doda                                                                                            | Doda                                                                                            | Doda                                                                                            | Doda                                                                                            | | | | | | | | | | | | | | |                                                |                                                |                                                                |                                                                |                                                                |                                                                |                                                                |                                                                |                                      |                                      |                                                                         |                                                                         |                                                                         |                                                                         |                                                                         |                                                                         |  |  |  |  |  |  |  |  |  |  |  |  |  |  |  |  |  |  |  |  |  |  |  |  |  |  |  |  |  |  |  |  |  |  |  |  |  |  |  |  |  |  |  |  |  |  |  |  |  |  |  |  |
|  |  |                                              |                                              |                                                      |                                                      | Pipino de Landen may. Austrasia (c. 580-615-640)     | Pipino de Landen may. Austrasia (c. 580-615-640)     | Pipino de Landen may. Austrasia (c. 580-615-640)                                   | Pipino de Landen may. Austrasia (c. 580-615-640)                                   | Pipino de Landen may. Austrasia (c. 580-615-640)                                   | Pipino de Landen may. Austrasia (c. 580-615-640)                                   |                                                                                    |                                                                                    | Itta o Idoberga (592-652) abadesa de Nivelles | Itta o Idoberga (592-652) abadesa de Nivelles | Itta o Idoberga (592-652) abadesa de Nivelles           | Itta o Idoberga (592-652) abadesa de Nivelles           | Itta o Idoberga (592-652) abadesa de Nivelles           | Itta o Idoberga (592-652) abadesa de Nivelles           |                                                         |                                                         | Arnulfo (c. 582-641) obispo de Metz                   | Arnulfo (c. 582-641) obispo de Metz                   | Arnulfo (c. 582-641) obispo de Metz                   | Arnulfo (c. 582-641) obispo de Metz                   | Arnulfo (c. 582-641) obispo de Metz              | Arnulfo (c. 582-641) obispo de Metz              |                                                |                                                | Doda                                           | Doda                                           | Doda                                                                                            | Doda                                                                                            | Doda                                                                                            | Doda                                                                                            | | | | | | | | | | | | | | |                                                |                                                |                                                                |                                                                |                                                                |                                                                |                                                                |                                                                |                                      |                                      |                                                                         |                                                                         |                                                                         |                                                                         |                                                                         |                                                                         |  |  |  |  |  |  |  |  |  |  |  |  |  |  |  |  |  |  |  |  |  |  |  |  |  |  |  |  |  |  |  |  |  |  |  |  |  |  |  |  |  |  |  |  |  |  |  |  |  |  |  |  |
|  |  |                                              |                                              |                                                      |                                                      |                                                      |                                                      |                                                                                    |                                                                                    |                                                                                    |                                                                                    |                                                                                    |                                                                                    |                                               |                                               |                                                         |                                                         |                                                         |                                                         |                                                         |                                                         |                                                       |                                                       |                                                       |                                                       |                                                  |                                                  |                                                |                                                |                                                |                                                |                                                                                                 |                                                                                                 |                                                                                                 |                                                                                                 | | | | | | | | | | | | | | |                                                |                                                |                                                                |                                                                |                                                                |                                                                |                                                                |                                                                |                                      |                                      |                                                                         |                                                                         |                                                                         |                                                                         |                                                                         |                                                                         |  |  |  |  |  |  |  |  |  |  |  |  |  |  |  |  |  |  |  |  |  |  |  |  |  |  |  |  |  |  |  |  |  |  |  |  |  |  |  |  |  |  |  |  |  |  |  |  |  |  |  |  |
|  |  |                                              |                                              |                                                      |                                                      |                                                      |                                                      |                                                                                    |                                                                                    |                                                                                    |                                                                                    |                                                                                    |                                                                                    |                                               |                                               |                                                         |                                                         |                                                         |                                                         |                                                         |                                                         |                                                       |                                                       |                                                       |                                                       |                                                  |                                                  |                                                |                                                |                                                |                                                |                                                                                                 |                                                                                                 |                                                                                                 |                                                                                                 | | | | | | | | | | | | | | |                                                |                                                |                                                                |                                                                |                                                                |                                                                |                                                                |                                                                |                                      |                                      |                                                                         |                                                                         |                                                                         |                                                                         |                                                                         |                                                                         |  |  |  |  |  |  |  |  |  |  |  |  |  |  |  |  |  |  |  |  |  |  |  |  |  |  |  |  |  |  |  |  |  |  |  |  |  |  |  |  |  |  |  |  |  |  |  |  |  |  |  |  |
|  |  | Grimoaldo I may. Austrasia (616-643-656-656) | Grimoaldo I may. Austrasia (616-643-656-656) | Grimoaldo I may. Austrasia (616-643-656-656)         | Grimoaldo I may. Austrasia (616-643-656-656)         | Grimoaldo I may. Austrasia (616-643-656-656)         | Grimoaldo I may. Austrasia (616-643-656-656)         |                                                                                    |                                                                                    | Gertrudis abadesa de Nivelles (c. 626-659)                                         | Gertrudis abadesa de Nivelles (c. 626-659)                                         | Gertrudis abadesa de Nivelles (c. 626-659)                                         | Gertrudis abadesa de Nivelles (c. 626-659)                                         | Gertrudis abadesa de Nivelles (c. 626-659)    | Gertrudis abadesa de Nivelles (c. 626-659)    |                                                         |                                                         | Bega (615-693)                                          | Bega (615-693)                                          | Bega (615-693)                                          | Bega (615-693)                                          | Bega (615-693)                                        | Bega (615-693)                                        |                                                       |                                                       | Ansegisel (c. 610-662)                           | Ansegisel (c. 610-662)                           | Ansegisel (c. 610-662)                         | Ansegisel (c. 610-662)                         | Ansegisel (c. 610-662)                         | Ansegisel (c. 610-662)                         |                                                                                                 |                                                                                                 |                                                                                                 |                                                                                                 | | | | | | | | | | | | | | |                                                |                                                |                                                                |                                                                |                                                                |                                                                |                                                                |                                                                |                                      |                                      |                                                                         |                                                                         |                                                                         |                                                                         |                                                                         |                                                                         |  |  |  |  |  |  |  |  |  |  |  |  |  |  |  |  |  |  |  |  |  |  |  |  |  |  |  |  |  |  |  |  |  |  |  |  |  |  |  |  |  |  |  |  |  |  |  |  |  |  |  |  |
|  |  | Grimoaldo I may. Austrasia (616-643-656-656) | Grimoaldo I may. Austrasia (616-643-656-656) | Grimoaldo I may. Austrasia (616-643-656-656)         | Grimoaldo I may. Austrasia (616-643-656-656)         | Grimoaldo I may. Austrasia (616-643-656-656)         | Grimoaldo I may. Austrasia (616-643-656-656)         |                                                                                    |                                                                                    | Gertrudis abadesa de Nivelles (c. 626-659)                                         | Gertrudis abadesa de Nivelles (c. 626-659)                                         | Gertrudis abadesa de Nivelles (c. 626-659)                                         | Gertrudis abadesa de Nivelles (c. 626-659)                                         | Gertrudis abadesa de Nivelles (c. 626-659)    | Gertrudis abadesa de Nivelles (c. 626-659)    |                                                         |                                                         | Bega (615-693)                                          | Bega (615-693)                                          | Bega (615-693)                                          | Bega (615-693)                                          | Bega (615-693)                                        | Bega (615-693)                                        |                                                       |                                                       | Ansegisel (c. 610-662)                           | Ansegisel (c. 610-662)                           | Ansegisel (c. 610-662)                         | Ansegisel (c. 610-662)                         | Ansegisel (c. 610-662)                         | Ansegisel (c. 610-662)                         |                                                                                                 |                                                                                                 |                                                                                                 |                                                                                                 | | | | | | | | | | | | | | |                                                |                                                |                                                                |                                                                |                                                                |                                                                |                                                                |                                                                |                                      |                                      |                                                                         |                                                                         |                                                                         |                                                                         |                                                                         |                                                                         |  |  |  |  |  |  |  |  |  |  |  |  |  |  |  |  |  |  |  |  |  |  |  |  |  |  |  |  |  |  |  |  |  |  |  |  |  |  |  |  |  |  |  |  |  |  |  |  |  |  |  |  |
|  |  |                                              |                                              |                                                      |                                                      |                                                      |                                                      |                                                                                    |                                                                                    |                                                                                    |                                                                                    |                                                                                    |                                                                                    |                                               |                                               |                                                         |                                                         |                                                         |                                                         |                                                         |                                                         |                                                       |                                                       |                                                       |                                                       |                                                  |                                                  |                                                |                                                |                                                |                                                |                                                                                                 |                                                                                                 |                                                                                                 |                                                                                                 | | | | | | | | | | | | | | |                                                |                                                |                                                                |                                                                |                                                                |                                                                |                                                                |                                                                |                                      |                                      |                                                                         |                                                                         |                                                                         |                                                                         |                                                                         |                                                                         |  |  |  |  |  |  |  |  |  |  |  |  |  |  |  |  |  |  |  |  |  |  |  |  |  |  |  |  |  |  |  |  |  |  |  |  |  |  |  |  |  |  |  |  |  |  |  |  |  |  |  |  |
|  |  |                                              |                                              |                                                      |                                                      |                                                      |                                                      |                                                                                    |                                                                                    |                                                                                    |                                                                                    |                                                                                    |                                                                                    | Plectruda (c. 650-d. 717)                     | Plectruda (c. 650-d. 717)                     | Plectruda (c. 650-d. 717)                               | Plectruda (c. 650-d. 717)                               | Plectruda (c. 650-d. 717)                               | Plectruda (c. 650-d. 717)                               |                                                         |                                                         | Pipino de Heristal may. Austrasia (645-676-714])      | Pipino de Heristal may. Austrasia (645-676-714])      | Pipino de Heristal may. Austrasia (645-676-714])      | Pipino de Heristal may. Austrasia (645-676-714])      | Pipino de Heristal may. Austrasia (645-676-714]) | Pipino de Heristal may. Austrasia (645-676-714]) |                                                |                                                |                                                |                                                |                                                                                                 |                                                                                                 |                                                                                                 |                                                                                                 | Alpaida (660-705)                                                                                       | Alpaida (660-705)                                                                                       | Alpaida (660-705)                                                                                       | Alpaida (660-705)                                                                                       | Alpaida (660-705) | Alpaida (660-705) | | | | | | | | |                                                |                                                |                                                                |                                                                |                                                                |                                                                |                                                                |                                                                |                                      |                                      |                                                                         |                                                                         |                                                                         |                                                                         |                                                                         |                                                                         |  |  |  |  |  |  |  |  |  |  |  |  |  |  |  |  |  |  |  |  |  |  |  |  |  |  |  |  |  |  |  |  |  |  |  |  |  |  |  |  |  |  |  |  |  |  |  |  |  |  |  |  |
|  |  |                                              |                                              |                                                      |                                                      |                                                      |                                                      |                                                                                    |                                                                                    |                                                                                    |                                                                                    |                                                                                    |                                                                                    | Plectruda (c. 650-d. 717)                     | Plectruda (c. 650-d. 717)                     | Plectruda (c. 650-d. 717)                               | Plectruda (c. 650-d. 717)                               | Plectruda (c. 650-d. 717)                               | Plectruda (c. 650-d. 717)                               |                                                         |                                                         | Pipino de Heristal may. Austrasia (645-676-714])      | Pipino de Heristal may. Austrasia (645-676-714])      | Pipino de Heristal may. Austrasia (645-676-714])      | Pipino de Heristal may. Austrasia (645-676-714])      | Pipino de Heristal may. Austrasia (645-676-714]) | Pipino de Heristal may. Austrasia (645-676-714]) |                                                |                                                |                                                |                                                |                                                                                                 |                                                                                                 |                                                                                                 |                                                                                                 | Alpaida (660-705)                                                                                       | Alpaida (660-705)                                                                                       | Alpaida (660-705)                                                                                       | Alpaida (660-705)                                                                                       | Alpaida (660-705) | Alpaida (660-705) | | | | | | | | |                                                |                                                |                                                                |                                                                |                                                                |                                                                |                                                                |                                                                |                                      |                                      |                                                                         |                                                                         |                                                                         |                                                                         |                                                                         |                                                                         |  |  |  |  |  |  |  |  |  |  |  |  |  |  |  |  |  |  |  |  |  |  |  |  |  |  |  |  |  |  |  |  |  |  |  |  |  |  |  |  |  |  |  |  |  |  |  |  |  |  |  |  |
|  |  |                                              |                                              |                                                      |                                                      |                                                      |                                                      |                                                                                    |                                                                                    |                                                                                    |                                                                                    |                                                                                    |                                                                                    |                                               |                                               |                                                         |                                                         |                                                         |                                                         |                                                         |                                                         |                                                       |                                                       |                                                       |                                                       |                                                  |                                                  |                                                |                                                |                                                |                                                |                                                                                                 |                                                                                                 |                                                                                                 |                                                                                                 | | | | | | | | | | | | | | |                                                |                                                |                                                                |                                                                |                                                                |                                                                |                                                                |                                                                |                                      |                                      |                                                                         |                                                                         |                                                                         |                                                                         |                                                                         |                                                                         |  |  |  |  |  |  |  |  |  |  |  |  |  |  |  |  |  |  |  |  |  |  |  |  |  |  |  |  |  |  |  |  |  |  |  |  |  |  |  |  |  |  |  |  |  |  |  |  |  |  |  |  |
|  |  |                                              |                                              |                                                      |                                                      |                                                      |                                                      |                                                                                    |                                                                                    |                                                                                    |                                                                                    |                                                                                    |                                                                                    |                                               |                                               |                                                         |                                                         |                                                         |                                                         |                                                         |                                                         |                                                       |                                                       |                                                       |                                                       |                                                  |                                                  |                                                |                                                |                                                |                                                |                                                                                                 |                                                                                                 |                                                                                                 |                                                                                                 | | | | | | | | | | | | | | |                                                |                                                |                                                                |                                                                |                                                                |                                                                |                                                                |                                                                |                                      |                                      |                                                                         |                                                                         |                                                                         |                                                                         |                                                                         |                                                                         |  |  |  |  |  |  |  |  |  |  |  |  |  |  |  |  |  |  |  |  |  |  |  |  |  |  |  |  |  |  |  |  |  |  |  |  |  |  |  |  |  |  |  |  |  |  |  |  |  |  |  |  |
|  |  |                                              |                                              |                                                      |                                                      |                                                      |                                                      | Drogo Duque de Champaña (670-697-708)                                              | Drogo Duque de Champaña (670-697-708)                                              | Drogo Duque de Champaña (670-697-708)                                              | Drogo Duque de Champaña (670-697-708)                                              | Drogo Duque de Champaña (670-697-708)                                              | Drogo Duque de Champaña (670-697-708)                                              |                                               |                                               | Grimoaldo II may. Neustria (?-695-714)                  | Grimoaldo II may. Neustria (?-695-714)                  | Grimoaldo II may. Neustria (?-695-714)                  | Grimoaldo II may. Neustria (?-695-714)                  | Grimoaldo II may. Neustria (?-695-714)                  | Grimoaldo II may. Neustria (?-695-714)                  |                                                       |                                                       | Swanahilde                                            | Swanahilde                                            | Swanahilde                                       | Swanahilde                                       | Swanahilde                                     | Swanahilde                                     |                                                |                                                | Carlos Martel may. Austrasia en 717, duque de los francos en 718 (688-741)                      | Carlos Martel may. Austrasia en 717, duque de los francos en 718 (688-741)                      | Carlos Martel may. Austrasia en 717, duque de los francos en 718 (688-741)                      | Carlos Martel may. Austrasia en 717, duque de los francos en 718 (688-741)                      | Carlos Martel may. Austrasia en 717, duque de los francos en 718 (688-741)                              | Carlos Martel may. Austrasia en 717, duque de los francos en 718 (688-741)                              | | | | | Rotrudis (c. 690-724) | Rotrudis (c. 690-724) | Rotrudis (c. 690-724) | Rotrudis (c. 690-724) | Rotrudis (c. 690-724)                                                                              | Rotrudis (c. 690-724)                                                                              | | | Childebrando I (c. 695-751/768) ↓ Nibelungidas | Childebrando I (c. 695-751/768) ↓ Nibelungidas | Childebrando I (c. 695-751/768) ↓ Nibelungidas                 | Childebrando I (c. 695-751/768) ↓ Nibelungidas                 | Childebrando I (c. 695-751/768) ↓ Nibelungidas                 | Childebrando I (c. 695-751/768) ↓ Nibelungidas                 |                                                                |                                                                |                                      |                                      |                                                                         |                                                                         |                                                                         |                                                                         |                                                                         |                                                                         |  |  |  |  |  |  |  |  |  |  |  |  |  |  |  |  |  |  |  |  |  |  |  |  |  |  |  |  |  |  |  |  |  |  |  |  |  |  |  |  |  |  |  |  |  |  |  |  |  |  |  |  |
|  |  |                                              |                                              |                                                      |                                                      |                                                      |                                                      | Drogo Duque de Champaña (670-697-708)                                              | Drogo Duque de Champaña (670-697-708)                                              | Drogo Duque de Champaña (670-697-708)                                              | Drogo Duque de Champaña (670-697-708)                                              | Drogo Duque de Champaña (670-697-708)                                              | Drogo Duque de Champaña (670-697-708)                                              |                                               |                                               | Grimoaldo II may. Neustria (?-695-714)                  | Grimoaldo II may. Neustria (?-695-714)                  | Grimoaldo II may. Neustria (?-695-714)                  | Grimoaldo II may. Neustria (?-695-714)                  | Grimoaldo II may. Neustria (?-695-714)                  | Grimoaldo II may. Neustria (?-695-714)                  |                                                       |                                                       | Swanahilde                                            | Swanahilde                                            | Swanahilde                                       | Swanahilde                                       | Swanahilde                                     | Swanahilde                                     |                                                |                                                | Carlos Martel may. Austrasia en 717, duque de los francos en 718 (688-741)                      | Carlos Martel may. Austrasia en 717, duque de los francos en 718 (688-741)                      | Carlos Martel may. Austrasia en 717, duque de los francos en 718 (688-741)                      | Carlos Martel may. Austrasia en 717, duque de los francos en 718 (688-741)                      | Carlos Martel may. Austrasia en 717, duque de los francos en 718 (688-741)                              | Carlos Martel may. Austrasia en 717, duque de los francos en 718 (688-741)                              | | | | | Rotrudis (c. 690-724) | Rotrudis (c. 690-724) | Rotrudis (c. 690-724) | Rotrudis (c. 690-724) | Rotrudis (c. 690-724)                                                                              | Rotrudis (c. 690-724)                                                                              | | | Childebrando I (c. 695-751/768) ↓ Nibelungidas | Childebrando I (c. 695-751/768) ↓ Nibelungidas | Childebrando I (c. 695-751/768) ↓ Nibelungidas                 | Childebrando I (c. 695-751/768) ↓ Nibelungidas                 | Childebrando I (c. 695-751/768) ↓ Nibelungidas                 | Childebrando I (c. 695-751/768) ↓ Nibelungidas                 |                                                                |                                                                |                                      |                                      |                                                                         |                                                                         |                                                                         |                                                                         |                                                                         |                                                                         |  |  |  |  |  |  |  |  |  |  |  |  |  |  |  |  |  |  |  |  |  |  |  |  |  |  |  |  |  |  |  |  |  |  |  |  |  |  |  |  |  |  |  |  |  |  |  |  |  |  |  |  |
|  |  |                                              |                                              |                                                      |                                                      |                                                      |                                                      |                                                                                    |                                                                                    |                                                                                    |                                                                                    |                                                                                    |                                                                                    |                                               |                                               |                                                         |                                                         |                                                         |                                                         |                                                         |                                                         |                                                       |                                                       |                                                       |                                                       |                                                  |                                                  |                                                |                                                |                                                |                                                |                                                                                                 |                                                                                                 |                                                                                                 |                                                                                                 | | | | | | | | | | | | | | |                                                |                                                |                                                                |                                                                |                                                                |                                                                |                                                                |                                                                |                                      |                                      |                                                                         |                                                                         |                                                                         |                                                                         |                                                                         |                                                                         |  |  |  |  |  |  |  |  |  |  |  |  |  |  |  |  |  |  |  |  |  |  |  |  |  |  |  |  |  |  |  |  |  |  |  |  |  |  |  |  |  |  |  |  |  |  |  |  |  |  |  |  |
|  |  |                                              |                                              |                                                      |                                                      |                                                      |                                                      |                                                                                    |                                                                                    |                                                                                    |                                                                                    |                                                                                    |                                                                                    |                                               |                                               |                                                         |                                                         |                                                         |                                                         |                                                         |                                                         |                                                       |                                                       |                                                       |                                                       |                                                  |                                                  |                                                |                                                |                                                |                                                |                                                                                                 |                                                                                                 |                                                                                                 |                                                                                                 | | | | | | | | | | | | | | |                                                |                                                |                                                                |                                                                |                                                                |                                                                |                                                                |                                                                |                                      |                                      |                                                                         |                                                                         |                                                                         |                                                                         |                                                                         |                                                                         |  |  |  |  |  |  |  |  |  |  |  |  |  |  |  |  |  |  |  |  |  |  |  |  |  |  |  |  |  |  |  |  |  |  |  |  |  |  |  |  |  |  |  |  |  |  |  |  |  |  |  |  |
|  |  |                                              |                                              |                                                      |                                                      |                                                      |                                                      |                                                                                    |                                                                                    |                                                                                    |                                                                                    |                                                                                    |                                                                                    |                                               |                                               | Teodoaldo may. Neustria y Austrasia (708-714-717-741)   | Teodoaldo may. Neustria y Austrasia (708-714-717-741)   | Teodoaldo may. Neustria y Austrasia (708-714-717-741)   | Teodoaldo may. Neustria y Austrasia (708-714-717-741)   | Teodoaldo may. Neustria y Austrasia (708-714-717-741)   | Teodoaldo may. Neustria y Austrasia (708-714-717-741)   |                                                       |                                                       | Griffon (726-753)                                     | Griffon (726-753)                                     | Griffon (726-753)                                | Griffon (726-753)                                | Griffon (726-753)                              | Griffon (726-753)                              |                                                |                                                | Bertrada (c. 720-783)                                                                           | Bertrada (c. 720-783)                                                                           | Bertrada (c. 720-783)                                                                           | Bertrada (c. 720-783)                                                                           | Bertrada (c. 720-783)                                                                                   | Bertrada (c. 720-783)                                                                                   | | | Pipino el Breve may. Neustria (741-751) con Borgoña y Provenza may. Austrasia (747-751) rey de los francos (751-768) (714-751-768) | Pipino el Breve may. Neustria (741-751) con Borgoña y Provenza may. Austrasia (747-751) rey de los francos (751-768) (714-751-768) | Pipino el Breve may. Neustria (741-751) con Borgoña y Provenza may. Austrasia (747-751) rey de los francos (751-768) (714-751-768) | Pipino el Breve may. Neustria (741-751) con Borgoña y Provenza may. Austrasia (747-751) rey de los francos (751-768) (714-751-768) | Pipino el Breve may. Neustria (741-751) con Borgoña y Provenza may. Austrasia (747-751) rey de los francos (751-768) (714-751-768) | Pipino el Breve may. Neustria (741-751) con Borgoña y Provenza may. Austrasia (747-751) rey de los francos (751-768) (714-751-768) | | | Carlomán may. Austrasia (710-741-747-754)                                                          | Carlomán may. Austrasia (710-741-747-754)                                                          | Carlomán may. Austrasia (710-741-747-754)      | Carlomán may. Austrasia (710-741-747-754)      | Carlomán may. Austrasia (710-741-747-754)                      | Carlomán may. Austrasia (710-741-747-754)                      |                                                                |                                                                | Aude (c. 732-d. 751)                                           | Aude (c. 732-d. 751)                                           | Aude (c. 732-d. 751)                 | Aude (c. 732-d. 751)                 | Aude (c. 732-d. 751)                                                    | Aude (c. 732-d. 751)                                                    |                                                                         |                                                                         |                                                                         |                                                                         |  |  |  |  |  |  |  |  |  |  |  |  |  |  |  |  |  |  |  |  |  |  |  |  |  |  |  |  |  |  |  |  |  |  |  |  |  |  |  |  |  |  |  |  |  |  |  |  |  |  |  |  |
|  |  |                                              |                                              |                                                      |                                                      |                                                      |                                                      |                                                                                    |                                                                                    |                                                                                    |                                                                                    |                                                                                    |                                                                                    |                                               |                                               | Teodoaldo may. Neustria y Austrasia (708-714-717-741)   | Teodoaldo may. Neustria y Austrasia (708-714-717-741)   | Teodoaldo may. Neustria y Austrasia (708-714-717-741)   | Teodoaldo may. Neustria y Austrasia (708-714-717-741)   | Teodoaldo may. Neustria y Austrasia (708-714-717-741)   | Teodoaldo may. Neustria y Austrasia (708-714-717-741)   |                                                       |                                                       | Griffon (726-753)                                     | Griffon (726-753)                                     | Griffon (726-753)                                | Griffon (726-753)                                | Griffon (726-753)                              | Griffon (726-753)                              |                                                |                                                | Bertrada (c. 720-783)                                                                           | Bertrada (c. 720-783)                                                                           | Bertrada (c. 720-783)                                                                           | Bertrada (c. 720-783)                                                                           | Bertrada (c. 720-783)                                                                                   | Bertrada (c. 720-783)                                                                                   | | | Pipino el Breve may. Neustria (741-751) con Borgoña y Provenza may. Austrasia (747-751) rey de los francos (751-768) (714-751-768) | Pipino el Breve may. Neustria (741-751) con Borgoña y Provenza may. Austrasia (747-751) rey de los francos (751-768) (714-751-768) | Pipino el Breve may. Neustria (741-751) con Borgoña y Provenza may. Austrasia (747-751) rey de los francos (751-768) (714-751-768) | Pipino el Breve may. Neustria (741-751) con Borgoña y Provenza may. Austrasia (747-751) rey de los francos (751-768) (714-751-768) | Pipino el Breve may. Neustria (741-751) con Borgoña y Provenza may. Austrasia (747-751) rey de los francos (751-768) (714-751-768) | Pipino el Breve may. Neustria (741-751) con Borgoña y Provenza may. Austrasia (747-751) rey de los francos (751-768) (714-751-768) | | | Carlomán may. Austrasia (710-741-747-754)                                                          | Carlomán may. Austrasia (710-741-747-754)                                                          | Carlomán may. Austrasia (710-741-747-754)      | Carlomán may. Austrasia (710-741-747-754)      | Carlomán may. Austrasia (710-741-747-754)                      | Carlomán may. Austrasia (710-741-747-754)                      |                                                                |                                                                | Aude (c. 732-d. 751)                                           | Aude (c. 732-d. 751)                                           | Aude (c. 732-d. 751)                 | Aude (c. 732-d. 751)                 | Aude (c. 732-d. 751)                                                    | Aude (c. 732-d. 751)                                                    |                                                                         |                                                                         |                                                                         |                                                                         |  |  |  |  |  |  |  |  |  |  |  |  |  |  |  |  |  |  |  |  |  |  |  |  |  |  |  |  |  |  |  |  |  |  |  |  |  |  |  |  |  |  |  |  |  |  |  |  |  |  |  |  |
|  |  |                                              |                                              |                                                      |                                                      |                                                      |                                                      |                                                                                    |                                                                                    |                                                                                    |                                                                                    |                                                                                    |                                                                                    |                                               |                                               |                                                         |                                                         |                                                         |                                                         |                                                         |                                                         |                                                       |                                                       |                                                       |                                                       |                                                  |                                                  |                                                |                                                |                                                |                                                |                                                                                                 |                                                                                                 |                                                                                                 |                                                                                                 | | | | | | | | | | | | | | |                                                |                                                |                                                                |                                                                |                                                                |                                                                |                                                                |                                                                |                                      |                                      |                                                                         |                                                                         |                                                                         |                                                                         |                                                                         |                                                                         |  |  |  |  |  |  |  |  |  |  |  |  |  |  |  |  |  |  |  |  |  |  |  |  |  |  |  |  |  |  |  |  |  |  |  |  |  |  |  |  |  |  |  |  |  |  |  |  |  |  |  |  |
|  |  |                                              |                                              |                                                      |                                                      |                                                      |                                                      |                                                                                    |                                                                                    |                                                                                    |                                                                                    |                                                                                    |                                                                                    |                                               |                                               |                                                         |                                                         |                                                         |                                                         |                                                         |                                                         |                                                       |                                                       |                                                       |                                                       |                                                  |                                                  |                                                |                                                |                                                |                                                |                                                                                                 |                                                                                                 |                                                                                                 |                                                                                                 | | | | | | | | | | | | | | |                                                |                                                |                                                                |                                                                |                                                                |                                                                |                                                                |                                                                |                                      |                                      |                                                                         |                                                                         |                                                                         |                                                                         |                                                                         |                                                                         |  |  |  |  |  |  |  |  |  |  |  |  |  |  |  |  |  |  |  |  |  |  |  |  |  |  |  |  |  |  |  |  |  |  |  |  |  |  |  |  |  |  |  |  |  |  |  |  |  |  |  |  |
|  |  |                                              |                                              |                                                      |                                                      |                                                      |                                                      |                                                                                    |                                                                                    |                                                                                    |                                                                                    |                                                                                    |                                                                                    |                                               |                                               |                                                         |                                                         |                                                         |                                                         |                                                         |                                                         |                                                       |                                                       |                                                       |                                                       |                                                  |                                                  |                                                |                                                |                                                |                                                | Carlomagno rey de los francos emperador de Occidente (c. 747-814)                               | Carlomagno rey de los francos emperador de Occidente (c. 747-814)                               | Carlomagno rey de los francos emperador de Occidente (c. 747-814)                               | Carlomagno rey de los francos emperador de Occidente (c. 747-814)                               | Carlomagno rey de los francos emperador de Occidente (c. 747-814)                                       | Carlomagno rey de los francos emperador de Occidente (c. 747-814)                                       | | | Carlomán I rey de los francos (751-768-771)                                                                                        | Carlomán I rey de los francos (751-768-771)                                                                                        | Carlomán I rey de los francos (751-768-771)                                                                                        | Carlomán I rey de los francos (751-768-771)                                                                                        | Carlomán I rey de los francos (751-768-771)                                                                                        | Carlomán I rey de los francos (751-768-771)                                                                                        | | | Drogon                                                                                             | Drogon                                                                                             | Drogon                                         | Drogon                                         | Drogon                                                         | Drogon                                                         |                                                                |                                                                | Guillaume de Gellone (755-812)                                 | Guillaume de Gellone (755-812)                                 | Guillaume de Gellone (755-812)       | Guillaume de Gellone (755-812)       | Guillaume de Gellone (755-812)                                          | Guillaume de Gellone (755-812)                                          |                                                                         |                                                                         |                                                                         |                                                                         |  |  |  |  |  |  |  |  |  |  |  |  |  |  |  |  |  |  |  |  |  |  |  |  |  |  |  |  |  |  |  |  |  |  |  |  |  |  |  |  |  |  |  |  |  |  |  |  |  |  |  |  |
|  |  |                                              |                                              |                                                      |                                                      |                                                      |                                                      |                                                                                    |                                                                                    |                                                                                    |                                                                                    |                                                                                    |                                                                                    |                                               |                                               |                                                         |                                                         |                                                         |                                                         |                                                         |                                                         |                                                       |                                                       |                                                       |                                                       |                                                  |                                                  |                                                |                                                |                                                |                                                | Carlomagno rey de los francos emperador de Occidente (c. 747-814)                               | Carlomagno rey de los francos emperador de Occidente (c. 747-814)                               | Carlomagno rey de los francos emperador de Occidente (c. 747-814)                               | Carlomagno rey de los francos emperador de Occidente (c. 747-814)                               | Carlomagno rey de los francos emperador de Occidente (c. 747-814)                                       | Carlomagno rey de los francos emperador de Occidente (c. 747-814)                                       | | | Carlomán I rey de los francos (751-768-771)                                                                                        | Carlomán I rey de los francos (751-768-771)                                                                                        | Carlomán I rey de los francos (751-768-771)                                                                                        | Carlomán I rey de los francos (751-768-771)                                                                                        | Carlomán I rey de los francos (751-768-771)                                                                                        | Carlomán I rey de los francos (751-768-771)                                                                                        | | | Drogon                                                                                             | Drogon                                                                                             | Drogon                                         | Drogon                                         | Drogon                                                         | Drogon                                                         |                                                                |                                                                | Guillaume de Gellone (755-812)                                 | Guillaume de Gellone (755-812)                                 | Guillaume de Gellone (755-812)       | Guillaume de Gellone (755-812)       | Guillaume de Gellone (755-812)                                          | Guillaume de Gellone (755-812)                                          |                                                                         |                                                                         |                                                                         |                                                                         |  |  |  |  |  |  |  |  |  |  |  |  |  |  |  |  |  |  |  |  |  |  |  |  |  |  |  |  |  |  |  |  |  |  |  |  |  |  |  |  |  |  |  |  |  |  |  |  |  |  |  |  |
|  |  |                                              |                                              |                                                      |                                                      |                                                      |                                                      |                                                                                    |                                                                                    |                                                                                    |                                                                                    |                                                                                    |                                                                                    |                                               |                                               |                                                         |                                                         |                                                         |                                                         |                                                         |                                                         |                                                       |                                                       |                                                       |                                                       |                                                  |                                                  |                                                |                                                |                                                |                                                |                                                                                                 |                                                                                                 |                                                                                                 |                                                                                                 | | | | | | | | | | | | | | |                                                |                                                |                                                                |                                                                |                                                                |                                                                |                                                                |                                                                |                                      |                                      |                                                                         |                                                                         |                                                                         |                                                                         |                                                                         |                                                                         |  |  |  |  |  |  |  |  |  |  |  |  |  |  |  |  |  |  |  |  |  |  |  |  |  |  |  |  |  |  |  |  |  |  |  |  |  |  |  |  |  |  |  |  |  |  |  |  |  |  |  |  |
|  |  |                                              |                                              |                                                      |                                                      |                                                      |                                                      | Pipino de Italia rey de Italia (777-781-810)                                       | Pipino de Italia rey de Italia (777-781-810)                                       | Pipino de Italia rey de Italia (777-781-810)                                       | Pipino de Italia rey de Italia (777-781-810)                                       | Pipino de Italia rey de Italia (777-781-810)                                       | Pipino de Italia rey de Italia (777-781-810)                                       |                                               |                                               | Carlos el Joven rey de los francos en 781 (772-800-811) | Carlos el Joven rey de los francos en 781 (772-800-811) | Carlos el Joven rey de los francos en 781 (772-800-811) | Carlos el Joven rey de los francos en 781 (772-800-811) | Carlos el Joven rey de los francos en 781 (772-800-811) | Carlos el Joven rey de los francos en 781 (772-800-811) |                                                       |                                                       | Pipino el Jorobado (769-811)                          | Pipino el Jorobado (769-811)                          | Pipino el Jorobado (769-811)                     | Pipino el Jorobado (769-811)                     | Pipino el Jorobado (769-811)                   | Pipino el Jorobado (769-811)                   |                                                |                                                | Ludovico Pío rey de Aquitania (781-814) rey de los francos emperador de Occidente (778-814-840) | Ludovico Pío rey de Aquitania (781-814) rey de los francos emperador de Occidente (778-814-840) | Ludovico Pío rey de Aquitania (781-814) rey de los francos emperador de Occidente (778-814-840) | Ludovico Pío rey de Aquitania (781-814) rey de los francos emperador de Occidente (778-814-840) | Ludovico Pío rey de Aquitania (781-814) rey de los francos emperador de Occidente (778-814-840)         | Ludovico Pío rey de Aquitania (781-814) rey de los francos emperador de Occidente (778-814-840)         | | | Drogo de Metz obispo de Metz (801-855)                                                                                             | Drogo de Metz obispo de Metz (801-855)                                                                                             | Drogo de Metz obispo de Metz (801-855)                                                                                             | Drogo de Metz obispo de Metz (801-855)                                                                                             | Drogo de Metz obispo de Metz (801-855)                                                                                             | Drogo de Metz obispo de Metz (801-855)                                                                                             | | | Hugo (802-844)                                                                                     | Hugo (802-844)                                                                                     | Hugo (802-844)                                 | Hugo (802-844)                                 | Hugo (802-844)                                                 | Hugo (802-844)                                                 |                                                                |                                                                | Bernardo de Septimania ↓ Guillémidas                           | Bernardo de Septimania ↓ Guillémidas                           | Bernardo de Septimania ↓ Guillémidas | Bernardo de Septimania ↓ Guillémidas | Bernardo de Septimania ↓ Guillémidas                                    | Bernardo de Septimania ↓ Guillémidas                                    |                                                                         |                                                                         |                                                                         |                                                                         |  |  |  |  |  |  |  |  |  |  |  |  |  |  |  |  |  |  |  |  |  |  |  |  |  |  |  |  |  |  |  |  |  |  |  |  |  |  |  |  |  |  |  |  |  |  |  |  |  |  |  |  |
|  |  |                                              |                                              |                                                      |                                                      |                                                      |                                                      | Pipino de Italia rey de Italia (777-781-810)                                       | Pipino de Italia rey de Italia (777-781-810)                                       | Pipino de Italia rey de Italia (777-781-810)                                       | Pipino de Italia rey de Italia (777-781-810)                                       | Pipino de Italia rey de Italia (777-781-810)                                       | Pipino de Italia rey de Italia (777-781-810)                                       |                                               |                                               | Carlos el Joven rey de los francos en 781 (772-800-811) | Carlos el Joven rey de los francos en 781 (772-800-811) | Carlos el Joven rey de los francos en 781 (772-800-811) | Carlos el Joven rey de los francos en 781 (772-800-811) | Carlos el Joven rey de los francos en 781 (772-800-811) | Carlos el Joven rey de los francos en 781 (772-800-811) |                                                       |                                                       | Pipino el Jorobado (769-811)                          | Pipino el Jorobado (769-811)                          | Pipino el Jorobado (769-811)                     | Pipino el Jorobado (769-811)                     | Pipino el Jorobado (769-811)                   | Pipino el Jorobado (769-811)                   |                                                |                                                | Ludovico Pío rey de Aquitania (781-814) rey de los francos emperador de Occidente (778-814-840) | Ludovico Pío rey de Aquitania (781-814) rey de los francos emperador de Occidente (778-814-840) | Ludovico Pío rey de Aquitania (781-814) rey de los francos emperador de Occidente (778-814-840) | Ludovico Pío rey de Aquitania (781-814) rey de los francos emperador de Occidente (778-814-840) | Ludovico Pío rey de Aquitania (781-814) rey de los francos emperador de Occidente (778-814-840)         | Ludovico Pío rey de Aquitania (781-814) rey de los francos emperador de Occidente (778-814-840)         | | | Drogo de Metz obispo de Metz (801-855)                                                                                             | Drogo de Metz obispo de Metz (801-855)                                                                                             | Drogo de Metz obispo de Metz (801-855)                                                                                             | Drogo de Metz obispo de Metz (801-855)                                                                                             | Drogo de Metz obispo de Metz (801-855)                                                                                             | Drogo de Metz obispo de Metz (801-855)                                                                                             | | | Hugo (802-844)                                                                                     | Hugo (802-844)                                                                                     | Hugo (802-844)                                 | Hugo (802-844)                                 | Hugo (802-844)                                                 | Hugo (802-844)                                                 |                                                                |                                                                | Bernardo de Septimania ↓ Guillémidas                           | Bernardo de Septimania ↓ Guillémidas                           | Bernardo de Septimania ↓ Guillémidas | Bernardo de Septimania ↓ Guillémidas | Bernardo de Septimania ↓ Guillémidas                                    | Bernardo de Septimania ↓ Guillémidas                                    |                                                                         |                                                                         |                                                                         |                                                                         |  |  |  |  |  |  |  |  |  |  |  |  |  |  |  |  |  |  |  |  |  |  |  |  |  |  |  |  |  |  |  |  |  |  |  |  |  |  |  |  |  |  |  |  |  |  |  |  |  |  |  |  |
|  |  |                                              |                                              |                                                      |                                                      |                                                      |                                                      |                                                                                    |                                                                                    |                                                                                    |                                                                                    |                                                                                    |                                                                                    |                                               |                                               |                                                         |                                                         |                                                         |                                                         |                                                         |                                                         |                                                       |                                                       |                                                       |                                                       |                                                  |                                                  |                                                |                                                |                                                |                                                |                                                                                                 |                                                                                                 |                                                                                                 |                                                                                                 | | | | | | | | | | | | | | |                                                |                                                |                                                                |                                                                |                                                                |                                                                |                                                                |                                                                |                                      |                                      |                                                                         |                                                                         |                                                                         |                                                                         |                                                                         |                                                                         |  |  |  |  |  |  |  |  |  |  |  |  |  |  |  |  |  |  |  |  |  |  |  |  |  |  |  |  |  |  |  |  |  |  |  |  |  |  |  |  |  |  |  |  |  |  |  |  |  |  |  |  |
|  |  |                                              |                                              |                                                      |                                                      |                                                      |                                                      | Bernardo I de Italia rey de los lombardos (c. 797-810-818) ↓ Pipino ↓ Herbertianos | Bernardo I de Italia rey de los lombardos (c. 797-810-818) ↓ Pipino ↓ Herbertianos | Bernardo I de Italia rey de los lombardos (c. 797-810-818) ↓ Pipino ↓ Herbertianos | Bernardo I de Italia rey de los lombardos (c. 797-810-818) ↓ Pipino ↓ Herbertianos | Bernardo I de Italia rey de los lombardos (c. 797-810-818) ↓ Pipino ↓ Herbertianos | Bernardo I de Italia rey de los lombardos (c. 797-810-818) ↓ Pipino ↓ Herbertianos |                                               |                                               |                                                         |                                                         |                                                         |                                                         | Lotario I rey de Francia Med. emperador (795-817-855)   | Lotario I rey de Francia Med. emperador (795-817-855)   | Lotario I rey de Francia Med. emperador (795-817-855) | Lotario I rey de Francia Med. emperador (795-817-855) | Lotario I rey de Francia Med. emperador (795-817-855) | Lotario I rey de Francia Med. emperador (795-817-855) |                                                  |                                                  | Pipino I rey de Aquitania (c. 797-817-838)     | Pipino I rey de Aquitania (c. 797-817-838)     | Pipino I rey de Aquitania (c. 797-817-838)     | Pipino I rey de Aquitania (c. 797-817-838)     | Pipino I rey de Aquitania (c. 797-817-838)                                                      | Pipino I rey de Aquitania (c. 797-817-838)                                                      |                                                                                                 |                                                                                                 | Luis el Germánico rey de Baviera rey de Francia Or. (c. 806-817-876)                                    | Luis el Germánico rey de Baviera rey de Francia Or. (c. 806-817-876)                                    | Luis el Germánico rey de Baviera rey de Francia Or. (c. 806-817-876)                                    | Luis el Germánico rey de Baviera rey de Francia Or. (c. 806-817-876)                                    | Luis el Germánico rey de Baviera rey de Francia Or. (c. 806-817-876)                                                               | Luis el Germánico rey de Baviera rey de Francia Or. (c. 806-817-876)                                                               | | | | | | | | |                                                |                                                | Gisela ↓ Unróquidas                                            | Gisela ↓ Unróquidas                                            | Gisela ↓ Unróquidas                                            | Gisela ↓ Unróquidas                                            | Gisela ↓ Unróquidas                                            | Gisela ↓ Unróquidas                                            |                                      |                                      | Carlos II el Calvo rey de Francia Occ. emperador en 875 (823-875-877)   | Carlos II el Calvo rey de Francia Occ. emperador en 875 (823-875-877)   | Carlos II el Calvo rey de Francia Occ. emperador en 875 (823-875-877)   | Carlos II el Calvo rey de Francia Occ. emperador en 875 (823-875-877)   | Carlos II el Calvo rey de Francia Occ. emperador en 875 (823-875-877)   | Carlos II el Calvo rey de Francia Occ. emperador en 875 (823-875-877)   |  |  |  |  |  |  |  |  |  |  |  |  |  |  |  |  |  |  |  |  |  |  |  |  |  |  |  |  |  |  |  |  |  |  |  |  |  |  |  |  |  |  |  |  |  |  |  |  |  |  |  |  |
|  |  |                                              |                                              |                                                      |                                                      |                                                      |                                                      | Bernardo I de Italia rey de los lombardos (c. 797-810-818) ↓ Pipino ↓ Herbertianos | Bernardo I de Italia rey de los lombardos (c. 797-810-818) ↓ Pipino ↓ Herbertianos | Bernardo I de Italia rey de los lombardos (c. 797-810-818) ↓ Pipino ↓ Herbertianos | Bernardo I de Italia rey de los lombardos (c. 797-810-818) ↓ Pipino ↓ Herbertianos | Bernardo I de Italia rey de los lombardos (c. 797-810-818) ↓ Pipino ↓ Herbertianos | Bernardo I de Italia rey de los lombardos (c. 797-810-818) ↓ Pipino ↓ Herbertianos |                                               |                                               |                                                         |                                                         |                                                         |                                                         | Lotario I rey de Francia Med. emperador (795-817-855)   | Lotario I rey de Francia Med. emperador (795-817-855)   | Lotario I rey de Francia Med. emperador (795-817-855) | Lotario I rey de Francia Med. emperador (795-817-855) | Lotario I rey de Francia Med. emperador (795-817-855) | Lotario I rey de Francia Med. emperador (795-817-855) |                                                  |                                                  | Pipino I rey de Aquitania (c. 797-817-838)     | Pipino I rey de Aquitania (c. 797-817-838)     | Pipino I rey de Aquitania (c. 797-817-838)     | Pipino I rey de Aquitania (c. 797-817-838)     | Pipino I rey de Aquitania (c. 797-817-838)                                                      | Pipino I rey de Aquitania (c. 797-817-838)                                                      |                                                                                                 |                                                                                                 | Luis el Germánico rey de Baviera rey de Francia Or. (c. 806-817-876)                                    | Luis el Germánico rey de Baviera rey de Francia Or. (c. 806-817-876)                                    | Luis el Germánico rey de Baviera rey de Francia Or. (c. 806-817-876)                                    | Luis el Germánico rey de Baviera rey de Francia Or. (c. 806-817-876)                                    | Luis el Germánico rey de Baviera rey de Francia Or. (c. 806-817-876)                                                               | Luis el Germánico rey de Baviera rey de Francia Or. (c. 806-817-876)                                                               | | | | | | | | |                                                |                                                | Gisela ↓ Unróquidas                                            | Gisela ↓ Unróquidas                                            | Gisela ↓ Unróquidas                                            | Gisela ↓ Unróquidas                                            | Gisela ↓ Unróquidas                                            | Gisela ↓ Unróquidas                                            |                                      |                                      | Carlos II el Calvo rey de Francia Occ. emperador en 875 (823-875-877)   | Carlos II el Calvo rey de Francia Occ. emperador en 875 (823-875-877)   | Carlos II el Calvo rey de Francia Occ. emperador en 875 (823-875-877)   | Carlos II el Calvo rey de Francia Occ. emperador en 875 (823-875-877)   | Carlos II el Calvo rey de Francia Occ. emperador en 875 (823-875-877)   | Carlos II el Calvo rey de Francia Occ. emperador en 875 (823-875-877)   |  |  |  |  |  |  |  |  |  |  |  |  |  |  |  |  |  |  |  |  |  |  |  |  |  |  |  |  |  |  |  |  |  |  |  |  |  |  |  |  |  |  |  |  |  |  |  |  |  |  |  |  |
|  |  |                                              |                                              |                                                      |                                                      |                                                      |                                                      |                                                                                    |                                                                                    |                                                                                    |                                                                                    |                                                                                    |                                                                                    |                                               |                                               |                                                         |                                                         |                                                         |                                                         |                                                         |                                                         |                                                       |                                                       |                                                       |                                                       |                                                  |                                                  |                                                |                                                |                                                |                                                |                                                                                                 |                                                                                                 |                                                                                                 |                                                                                                 | | | | | | | | | | | | | | |                                                |                                                |                                                                |                                                                |                                                                |                                                                |                                                                |                                                                |                                      |                                      |                                                                         |                                                                         |                                                                         |                                                                         |                                                                         |                                                                         |  |  |  |  |  |  |  |  |  |  |  |  |  |  |  |  |  |  |  |  |  |  |  |  |  |  |  |  |  |  |  |  |  |  |  |  |  |  |  |  |  |  |  |  |  |  |  |  |  |  |  |  |
|  |  |                                              |                                              | Luis II rey de Italia emperador en 850 (825-850-875) | Luis II rey de Italia emperador en 850 (825-850-875) | Luis II rey de Italia emperador en 850 (825-850-875) | Luis II rey de Italia emperador en 850 (825-850-875) | Luis II rey de Italia emperador en 850 (825-850-875)                               | Luis II rey de Italia emperador en 850 (825-850-875)                               |                                                                                    |                                                                                    | Lotario II rey de Lotaringia (c. 835-855-869)                                      | Lotario II rey de Lotaringia (c. 835-855-869)                                      | Lotario II rey de Lotaringia (c. 835-855-869) | Lotario II rey de Lotaringia (c. 835-855-869) | Lotario II rey de Lotaringia (c. 835-855-869)           | Lotario II rey de Lotaringia (c. 835-855-869)           |                                                         |                                                         | Carlos rey de Provenza (845-855-863)                    | Carlos rey de Provenza (845-855-863)                    | Carlos rey de Provenza (845-855-863)                  | Carlos rey de Provenza (845-855-863)                  | Carlos rey de Provenza (845-855-863)                  | Carlos rey de Provenza (845-855-863)                  |                                                  |                                                  | Pipino II rey de Aquitania (823-838-d. 864)    | Pipino II rey de Aquitania (823-838-d. 864)    | Pipino II rey de Aquitania (823-838-d. 864)    | Pipino II rey de Aquitania (823-838-d. 864)    | Pipino II rey de Aquitania (823-838-d. 864)                                                     | Pipino II rey de Aquitania (823-838-d. 864)                                                     |                                                                                                 |                                                                                                 | Carloman Rey de Baviera (876-880) Rey de Italia (877-880) rey de Francia Or. (876-880) (c. 830-876-880) | Carloman Rey de Baviera (876-880) Rey de Italia (877-880) rey de Francia Or. (876-880) (c. 830-876-880) | Carloman Rey de Baviera (876-880) Rey de Italia (877-880) rey de Francia Or. (876-880) (c. 830-876-880) | Carloman Rey de Baviera (876-880) Rey de Italia (877-880) rey de Francia Or. (876-880) (c. 830-876-880) | Carloman Rey de Baviera (876-880) Rey de Italia (877-880) rey de Francia Or. (876-880) (c. 830-876-880)                            | Carloman Rey de Baviera (876-880) Rey de Italia (877-880) rey de Francia Or. (876-880) (c. 830-876-880)                            | | | Luis III el Joven rey de Sajonia rey de Baviera rey de Lotaringia (c. 836-876-882)                                                 | Luis III el Joven rey de Sajonia rey de Baviera rey de Lotaringia (c. 836-876-882)                                                 | Luis III el Joven rey de Sajonia rey de Baviera rey de Lotaringia (c. 836-876-882)                 | Luis III el Joven rey de Sajonia rey de Baviera rey de Lotaringia (c. 836-876-882)                 | Luis III el Joven rey de Sajonia rey de Baviera rey de Lotaringia (c. 836-876-882)                 | Luis III el Joven rey de Sajonia rey de Baviera rey de Lotaringia (c. 836-876-882)                 |                                                |                                                | Carlos III el Gordo rey de Francia Or. emperador (839-881-888) | Carlos III el Gordo rey de Francia Or. emperador (839-881-888) | Carlos III el Gordo rey de Francia Or. emperador (839-881-888) | Carlos III el Gordo rey de Francia Or. emperador (839-881-888) | Carlos III el Gordo rey de Francia Or. emperador (839-881-888) | Carlos III el Gordo rey de Francia Or. emperador (839-881-888) |                                      |                                      | Luis II el Tartamudo rey de Aquitania rey de Francia Occ. (846-869-879) | Luis II el Tartamudo rey de Aquitania rey de Francia Occ. (846-869-879) | Luis II el Tartamudo rey de Aquitania rey de Francia Occ. (846-869-879) | Luis II el Tartamudo rey de Aquitania rey de Francia Occ. (846-869-879) | Luis II el Tartamudo rey de Aquitania rey de Francia Occ. (846-869-879) | Luis II el Tartamudo rey de Aquitania rey de Francia Occ. (846-869-879) |  |  |  |  |  |  |  |  |  |  |  |  |  |  |  |  |  |  |  |  |  |  |  |  |  |  |  |  |  |  |  |  |  |  |  |  |  |  |  |  |  |  |  |  |  |  |  |  |  |  |  |  |
|  |  |                                              |                                              | Luis II rey de Italia emperador en 850 (825-850-875) | Luis II rey de Italia emperador en 850 (825-850-875) | Luis II rey de Italia emperador en 850 (825-850-875) | Luis II rey de Italia emperador en 850 (825-850-875) | Luis II rey de Italia emperador en 850 (825-850-875)                               | Luis II rey de Italia emperador en 850 (825-850-875)                               |                                                                                    |                                                                                    | Lotario II rey de Lotaringia (c. 835-855-869)                                      | Lotario II rey de Lotaringia (c. 835-855-869)                                      | Lotario II rey de Lotaringia (c. 835-855-869) | Lotario II rey de Lotaringia (c. 835-855-869) | Lotario II rey de Lotaringia (c. 835-855-869)           | Lotario II rey de Lotaringia (c. 835-855-869)           |                                                         |                                                         | Carlos rey de Provenza (845-855-863)                    | Carlos rey de Provenza (845-855-863)                    | Carlos rey de Provenza (845-855-863)                  | Carlos rey de Provenza (845-855-863)                  | Carlos rey de Provenza (845-855-863)                  | Carlos rey de Provenza (845-855-863)                  |                                                  |                                                  | Pipino II rey de Aquitania (823-838-d. 864)    | Pipino II rey de Aquitania (823-838-d. 864)    | Pipino II rey de Aquitania (823-838-d. 864)    | Pipino II rey de Aquitania (823-838-d. 864)    | Pipino II rey de Aquitania (823-838-d. 864)                                                     | Pipino II rey de Aquitania (823-838-d. 864)                                                     |                                                                                                 |                                                                                                 | Carloman Rey de Baviera (876-880) Rey de Italia (877-880) rey de Francia Or. (876-880) (c. 830-876-880) | Carloman Rey de Baviera (876-880) Rey de Italia (877-880) rey de Francia Or. (876-880) (c. 830-876-880) | Carloman Rey de Baviera (876-880) Rey de Italia (877-880) rey de Francia Or. (876-880) (c. 830-876-880) | Carloman Rey de Baviera (876-880) Rey de Italia (877-880) rey de Francia Or. (876-880) (c. 830-876-880) | Carloman Rey de Baviera (876-880) Rey de Italia (877-880) rey de Francia Or. (876-880) (c. 830-876-880)                            | Carloman Rey de Baviera (876-880) Rey de Italia (877-880) rey de Francia Or. (876-880) (c. 830-876-880)                            | | | Luis III el Joven rey de Sajonia rey de Baviera rey de Lotaringia (c. 836-876-882)                                                 | Luis III el Joven rey de Sajonia rey de Baviera rey de Lotaringia (c. 836-876-882)                                                 | Luis III el Joven rey de Sajonia rey de Baviera rey de Lotaringia (c. 836-876-882)                 | Luis III el Joven rey de Sajonia rey de Baviera rey de Lotaringia (c. 836-876-882)                 | Luis III el Joven rey de Sajonia rey de Baviera rey de Lotaringia (c. 836-876-882)                 | Luis III el Joven rey de Sajonia rey de Baviera rey de Lotaringia (c. 836-876-882)                 |                                                |                                                | Carlos III el Gordo rey de Francia Or. emperador (839-881-888) | Carlos III el Gordo rey de Francia Or. emperador (839-881-888) | Carlos III el Gordo rey de Francia Or. emperador (839-881-888) | Carlos III el Gordo rey de Francia Or. emperador (839-881-888) | Carlos III el Gordo rey de Francia Or. emperador (839-881-888) | Carlos III el Gordo rey de Francia Or. emperador (839-881-888) |                                      |                                      | Luis II el Tartamudo rey de Aquitania rey de Francia Occ. (846-869-879) | Luis II el Tartamudo rey de Aquitania rey de Francia Occ. (846-869-879) | Luis II el Tartamudo rey de Aquitania rey de Francia Occ. (846-869-879) | Luis II el Tartamudo rey de Aquitania rey de Francia Occ. (846-869-879) | Luis II el Tartamudo rey de Aquitania rey de Francia Occ. (846-869-879) | Luis II el Tartamudo rey de Aquitania rey de Francia Occ. (846-869-879) |  |  |  |  |  |  |  |  |  |  |  |  |  |  |  |  |  |  |  |  |  |  |  |  |  |  |  |  |  |  |  |  |  |  |  |  |  |  |  |  |  |  |  |  |  |  |  |  |  |  |  |  |
|  |  |                                              |                                              |                                                      |                                                      |                                                      |                                                      |                                                                                    |                                                                                    |                                                                                    |                                                                                    |                                                                                    |                                                                                    |                                               |                                               |                                                         |                                                         |                                                         |                                                         |                                                         |                                                         |                                                       |                                                       |                                                       |                                                       |                                                  |                                                  |                                                |                                                |                                                |                                                |                                                                                                 |                                                                                                 |                                                                                                 |                                                                                                 | | | | | | | | | | | | | | |                                                |                                                |                                                                |                                                                |                                                                |                                                                |                                                                |                                                                |                                      |                                      |                                                                         |                                                                         |                                                                         |                                                                         |                                                                         |                                                                         |  |  |  |  |  |  |  |  |  |  |  |  |  |  |  |  |  |  |  |  |  |  |  |  |  |  |  |  |  |  |  |  |  |  |  |  |  |  |  |  |  |  |  |  |  |  |  |  |  |  |  |  |
|  |  |                                              |                                              |                                                      |                                                      |                                                      |                                                      |                                                                                    |                                                                                    |                                                                                    |                                                                                    | Hugo duque de Alsacia (c. 857-867-d. 895)                                          | Hugo duque de Alsacia (c. 857-867-d. 895)                                          | Hugo duque de Alsacia (c. 857-867-d. 895)     | Hugo duque de Alsacia (c. 857-867-d. 895)     | Hugo duque de Alsacia (c. 857-867-d. 895)               | Hugo duque de Alsacia (c. 857-867-d. 895)               |                                                         |                                                         |                                                         |                                                         |                                                       |                                                       |                                                       |                                                       |                                                  |                                                  |                                                |                                                |                                                |                                                |                                                                                                 |                                                                                                 |                                                                                                 |                                                                                                 | Arnulfo rey de Germania y de Italia Emperador (c. 850-896-899)                                          | Arnulfo rey de Germania y de Italia Emperador (c. 850-896-899)                                          | Arnulfo rey de Germania y de Italia Emperador (c. 850-896-899)                                          | Arnulfo rey de Germania y de Italia Emperador (c. 850-896-899)                                          | Arnulfo rey de Germania y de Italia Emperador (c. 850-896-899)                                                                     | Arnulfo rey de Germania y de Italia Emperador (c. 850-896-899)                                                                     | | | Luis III el Ciego rey de Provenza (887-928) rey de Italia (900-905) emperador (c. 880-887-905-928)                                 | Luis III el Ciego rey de Provenza (887-928) rey de Italia (900-905) emperador (c. 880-887-905-928)                                 | Luis III el Ciego rey de Provenza (887-928) rey de Italia (900-905) emperador (c. 880-887-905-928) | Luis III el Ciego rey de Provenza (887-928) rey de Italia (900-905) emperador (c. 880-887-905-928) | Luis III el Ciego rey de Provenza (887-928) rey de Italia (900-905) emperador (c. 880-887-905-928) | Luis III el Ciego rey de Provenza (887-928) rey de Italia (900-905) emperador (c. 880-887-905-928) |                                                |                                                | Carloman II rey de Francia Occ. (c. 867-879-884)               | Carloman II rey de Francia Occ. (c. 867-879-884)               | Carloman II rey de Francia Occ. (c. 867-879-884)               | Carloman II rey de Francia Occ. (c. 867-879-884)               | Carloman II rey de Francia Occ. (c. 867-879-884)               | Carloman II rey de Francia Occ. (c. 867-879-884)               |                                      |                                      | Carlos III el Simple rey de Francia Occ. (879-898-923-929)              | Carlos III el Simple rey de Francia Occ. (879-898-923-929)              | Carlos III el Simple rey de Francia Occ. (879-898-923-929)              | Carlos III el Simple rey de Francia Occ. (879-898-923-929)              | Carlos III el Simple rey de Francia Occ. (879-898-923-929)              | Carlos III el Simple rey de Francia Occ. (879-898-923-929)              |  |  |  |  |  |  |  |  |  |  |  |  |  |  |  |  |  |  |  |  |  |  |  |  |  |  |  |  |  |  |  |  |  |  |  |  |  |  |  |  |  |  |  |  |  |  |  |  |  |  |  |  |
|  |  |                                              |                                              |                                                      |                                                      |                                                      |                                                      |                                                                                    |                                                                                    |                                                                                    |                                                                                    | Hugo duque de Alsacia (c. 857-867-d. 895)                                          | Hugo duque de Alsacia (c. 857-867-d. 895)                                          | Hugo duque de Alsacia (c. 857-867-d. 895)     | Hugo duque de Alsacia (c. 857-867-d. 895)     | Hugo duque de Alsacia (c. 857-867-d. 895)               | Hugo duque de Alsacia (c. 857-867-d. 895)               |                                                         |                                                         |                                                         |                                                         |                                                       |                                                       |                                                       |                                                       |                                                  |                                                  |                                                |                                                |                                                |                                                |                                                                                                 |                                                                                                 |                                                                                                 |                                                                                                 | Arnulfo rey de Germania y de Italia Emperador (c. 850-896-899)                                          | Arnulfo rey de Germania y de Italia Emperador (c. 850-896-899)                                          | Arnulfo rey de Germania y de Italia Emperador (c. 850-896-899)                                          | Arnulfo rey de Germania y de Italia Emperador (c. 850-896-899)                                          | Arnulfo rey de Germania y de Italia Emperador (c. 850-896-899)                                                                     | Arnulfo rey de Germania y de Italia Emperador (c. 850-896-899)                                                                     | | | Luis III el Ciego rey de Provenza (887-928) rey de Italia (900-905) emperador (c. 880-887-905-928)                                 | Luis III el Ciego rey de Provenza (887-928) rey de Italia (900-905) emperador (c. 880-887-905-928)                                 | Luis III el Ciego rey de Provenza (887-928) rey de Italia (900-905) emperador (c. 880-887-905-928) | Luis III el Ciego rey de Provenza (887-928) rey de Italia (900-905) emperador (c. 880-887-905-928) | Luis III el Ciego rey de Provenza (887-928) rey de Italia (900-905) emperador (c. 880-887-905-928) | Luis III el Ciego rey de Provenza (887-928) rey de Italia (900-905) emperador (c. 880-887-905-928) |                                                |                                                | Carloman II rey de Francia Occ. (c. 867-879-884)               | Carloman II rey de Francia Occ. (c. 867-879-884)               | Carloman II rey de Francia Occ. (c. 867-879-884)               | Carloman II rey de Francia Occ. (c. 867-879-884)               | Carloman II rey de Francia Occ. (c. 867-879-884)               | Carloman II rey de Francia Occ. (c. 867-879-884)               |                                      |                                      | Carlos III el Simple rey de Francia Occ. (879-898-923-929)              | Carlos III el Simple rey de Francia Occ. (879-898-923-929)              | Carlos III el Simple rey de Francia Occ. (879-898-923-929)              | Carlos III el Simple rey de Francia Occ. (879-898-923-929)              | Carlos III el Simple rey de Francia Occ. (879-898-923-929)              | Carlos III el Simple rey de Francia Occ. (879-898-923-929)              |  |  |  |  |  |  |  |  |  |  |  |  |  |  |  |  |  |  |  |  |  |  |  |  |  |  |  |  |  |  |  |  |  |  |  |  |  |  |  |  |  |  |  |  |  |  |  |  |  |  |  |  |
|  |  |                                              |                                              |                                                      |                                                      |                                                      |                                                      |                                                                                    |                                                                                    |                                                                                    |                                                                                    |                                                                                    |                                                                                    |                                               |                                               |                                                         |                                                         |                                                         |                                                         |                                                         |                                                         |                                                       |                                                       |                                                       |                                                       |                                                  |                                                  |                                                |                                                |                                                |                                                |                                                                                                 |                                                                                                 |                                                                                                 |                                                                                                 | | | | | | | | | | | | | | |                                                |                                                |                                                                |                                                                |                                                                |                                                                |                                                                |                                                                |                                      |                                      |                                                                         |                                                                         |                                                                         |                                                                         |                                                                         |                                                                         |  |  |  |  |  |  |  |  |  |  |  |  |  |  |  |  |  |  |  |  |  |  |  |  |  |  |  |  |  |  |  |  |  |  |  |  |  |  |  |  |  |  |  |  |  |  |  |  |  |  |  |  |
|  |  |                                              |                                              |                                                      |                                                      |                                                      |                                                      |                                                                                    |                                                                                    |                                                                                    |                                                                                    |                                                                                    |                                                                                    |                                               |                                               |                                                         |                                                         |                                                         |                                                         |                                                         |                                                         |                                                       |                                                       |                                                       |                                                       |                                                  |                                                  | Zuentiboldo rey de Lotaringia (c. 870-895-900) | Zuentiboldo rey de Lotaringia (c. 870-895-900) | Zuentiboldo rey de Lotaringia (c. 870-895-900) | Zuentiboldo rey de Lotaringia (c. 870-895-900) | Zuentiboldo rey de Lotaringia (c. 870-895-900)                                                  | Zuentiboldo rey de Lotaringia (c. 870-895-900)                                                  |                                                                                                 |                                                                                                 | Luis IV el Niño rey de Germania rey de Francia Or. (893-899-911)                                        | Luis IV el Niño rey de Germania rey de Francia Or. (893-899-911)                                        | Luis IV el Niño rey de Germania rey de Francia Or. (893-899-911)                                        | Luis IV el Niño rey de Germania rey de Francia Or. (893-899-911)                                        | Luis IV el Niño rey de Germania rey de Francia Or. (893-899-911)                                                                   | Luis IV el Niño rey de Germania rey de Francia Or. (893-899-911)                                                                   | | | Ratoldo rey de Italia (889-896-929?)                                                                                               | Ratoldo rey de Italia (889-896-929?)                                                                                               | Ratoldo rey de Italia (889-896-929?)                                                               | Ratoldo rey de Italia (889-896-929?)                                                               | Ratoldo rey de Italia (889-896-929?)                                                               | Ratoldo rey de Italia (889-896-929?)                                                               |                                                |                                                |                                                                |                                                                |                                                                |                                                                |                                                                |                                                                |                                      |                                      | Luis IV de Ultramar rey de Francia Occ. (c. 920-936 -954)               | Luis IV de Ultramar rey de Francia Occ. (c. 920-936 -954)               | Luis IV de Ultramar rey de Francia Occ. (c. 920-936 -954)               | Luis IV de Ultramar rey de Francia Occ. (c. 920-936 -954)               | Luis IV de Ultramar rey de Francia Occ. (c. 920-936 -954)               | Luis IV de Ultramar rey de Francia Occ. (c. 920-936 -954)               |  |  |  |  |  |  |  |  |  |  |  |  |  |  |  |  |  |  |  |  |  |  |  |  |  |  |  |  |  |  |  |  |  |  |  |  |  |  |  |  |  |  |  |  |  |  |  |  |  |  |  |  |
|  |  |                                              |                                              |                                                      |                                                      |                                                      |                                                      |                                                                                    |                                                                                    |                                                                                    |                                                                                    |                                                                                    |                                                                                    |                                               |                                               |                                                         |                                                         |                                                         |                                                         |                                                         |                                                         |                                                       |                                                       |                                                       |                                                       |                                                  |                                                  | Zuentiboldo rey de Lotaringia (c. 870-895-900) | Zuentiboldo rey de Lotaringia (c. 870-895-900) | Zuentiboldo rey de Lotaringia (c. 870-895-900) | Zuentiboldo rey de Lotaringia (c. 870-895-900) | Zuentiboldo rey de Lotaringia (c. 870-895-900)                                                  | Zuentiboldo rey de Lotaringia (c. 870-895-900)                                                  |                                                                                                 |                                                                                                 | Luis IV el Niño rey de Germania rey de Francia Or. (893-899-911)                                        | Luis IV el Niño rey de Germania rey de Francia Or. (893-899-911)                                        | Luis IV el Niño rey de Germania rey de Francia Or. (893-899-911)                                        | Luis IV el Niño rey de Germania rey de Francia Or. (893-899-911)                                        | Luis IV el Niño rey de Germania rey de Francia Or. (893-899-911)                                                                   | Luis IV el Niño rey de Germania rey de Francia Or. (893-899-911)                                                                   | | | Ratoldo rey de Italia (889-896-929?)                                                                                               | Ratoldo rey de Italia (889-896-929?)                                                                                               | Ratoldo rey de Italia (889-896-929?)                                                               | Ratoldo rey de Italia (889-896-929?)                                                               | Ratoldo rey de Italia (889-896-929?)                                                               | Ratoldo rey de Italia (889-896-929?)                                                               |                                                |                                                |                                                                |                                                                |                                                                |                                                                |                                                                |                                                                |                                      |                                      | Luis IV de Ultramar rey de Francia Occ. (c. 920-936 -954)               | Luis IV de Ultramar rey de Francia Occ. (c. 920-936 -954)               | Luis IV de Ultramar rey de Francia Occ. (c. 920-936 -954)               | Luis IV de Ultramar rey de Francia Occ. (c. 920-936 -954)               | Luis IV de Ultramar rey de Francia Occ. (c. 920-936 -954)               | Luis IV de Ultramar rey de Francia Occ. (c. 920-936 -954)               |  |  |  |  |  |  |  |  |  |  |  |  |  |  |  |  |  |  |  |  |  |  |  |  |  |  |  |  |  |  |  |  |  |  |  |  |  |  |  |  |  |  |  |  |  |  |  |  |  |  |  |  |
|  |  |                                              |                                              |                                                      |                                                      |                                                      |                                                      |                                                                                    |                                                                                    |                                                                                    |                                                                                    |                                                                                    |                                                                                    |                                               |                                               |                                                         |                                                         |                                                         |                                                         |                                                         |                                                         |                                                       |                                                       |                                                       |                                                       |                                                  |                                                  |                                                |                                                |                                                |                                                |                                                                                                 |                                                                                                 |                                                                                                 |                                                                                                 | | | | | | | | | | | | | | |                                                |                                                |                                                                |                                                                |                                                                |                                                                |                                                                |                                                                |                                      |                                      |                                                                         |                                                                         |                                                                         |                                                                         |                                                                         |                                                                         |  |  |  |  |  |  |  |  |  |  |  |  |  |  |  |  |  |  |  |  |  |  |  |  |  |  |  |  |  |  |  |  |  |  |  |  |  |  |  |  |  |  |  |  |  |  |  |  |  |  |  |  |
|  |  |                                              |                                              |                                                      |                                                      |                                                      |                                                      |                                                                                    |                                                                                    |                                                                                    |                                                                                    |                                                                                    |                                                                                    |                                               |                                               |                                                         |                                                         |                                                         |                                                         |                                                         |                                                         |                                                       |                                                       |                                                       |                                                       |                                                  |                                                  |                                                |                                                |                                                |                                                |                                                                                                 |                                                                                                 |                                                                                                 |                                                                                                 | | | | | | | | | Lotario rey de Francia Occ. (941-954-986)                                                                                          | Lotario rey de Francia Occ. (941-954-986)                                                                                          | Lotario rey de Francia Occ. (941-954-986)                                                          | Lotario rey de Francia Occ. (941-954-986)                                                          | Lotario rey de Francia Occ. (941-954-986)                                                          | Lotario rey de Francia Occ. (941-954-986)                                                          |                                                |                                                |                                                                |                                                                |                                                                |                                                                |                                                                |                                                                |                                      |                                      | Carlos duque de Baja Lotaringia (953-977-993)                           | Carlos duque de Baja Lotaringia (953-977-993)                           | Carlos duque de Baja Lotaringia (953-977-993)                           | Carlos duque de Baja Lotaringia (953-977-993)                           | Carlos duque de Baja Lotaringia (953-977-993)                           | Carlos duque de Baja Lotaringia (953-977-993)                           |  |  |  |  |  |  |  |  |  |  |  |  |  |  |  |  |  |  |  |  |  |  |  |  |  |  |  |  |  |  |  |  |  |  |  |  |  |  |  |  |  |  |  |  |  |  |  |  |  |  |  |  |
|  |  |                                              |                                              |                                                      |                                                      |                                                      |                                                      |                                                                                    |                                                                                    |                                                                                    |                                                                                    |                                                                                    |                                                                                    |                                               |                                               |                                                         |                                                         |                                                         |                                                         |                                                         |                                                         |                                                       |                                                       |                                                       |                                                       |                                                  |                                                  |                                                |                                                |                                                |                                                |                                                                                                 |                                                                                                 |                                                                                                 |                                                                                                 | | | | | | | | | Lotario rey de Francia Occ. (941-954-986)                                                                                          | Lotario rey de Francia Occ. (941-954-986)                                                                                          | Lotario rey de Francia Occ. (941-954-986)                                                          | Lotario rey de Francia Occ. (941-954-986)                                                          | Lotario rey de Francia Occ. (941-954-986)                                                          | Lotario rey de Francia Occ. (941-954-986)                                                          |                                                |                                                |                                                                |                                                                |                                                                |                                                                |                                                                |                                                                |                                      |                                      | Carlos duque de Baja Lotaringia (953-977-993)                           | Carlos duque de Baja Lotaringia (953-977-993)                           | Carlos duque de Baja Lotaringia (953-977-993)                           | Carlos duque de Baja Lotaringia (953-977-993)                           | Carlos duque de Baja Lotaringia (953-977-993)                           | Carlos duque de Baja Lotaringia (953-977-993)                           |  |  |  |  |  |  |  |  |  |  |  |  |  |  |  |  |  |  |  |  |  |  |  |  |  |  |  |  |  |  |  |  |  |  |  |  |  |  |  |  |  |  |  |  |  |  |  |  |  |  |  |  |
|  |  |                                              |                                              |                                                      |                                                      |                                                      |                                                      |                                                                                    |                                                                                    |                                                                                    |                                                                                    |                                                                                    |                                                                                    |                                               |                                               |                                                         |                                                         |                                                         |                                                         |                                                         |                                                         |                                                       |                                                       |                                                       |                                                       |                                                  |                                                  |                                                |                                                |                                                |                                                |                                                                                                 |                                                                                                 |                                                                                                 |                                                                                                 | | | | | | | | | | | | | | |                                                |                                                |                                                                |                                                                |                                                                |                                                                |                                                                |                                                                |                                      |                                      |                                                                         |                                                                         |                                                                         |                                                                         |                                                                         |                                                                         |  |  |  |  |  |  |  |  |  |  |  |  |  |  |  |  |  |  |  |  |  |  |  |  |  |  |  |  |  |  |  |  |  |  |  |  |  |  |  |  |  |  |  |  |  |  |  |  |  |  |  |  |
|  |  |                                              |                                              |                                                      |                                                      |                                                      |                                                      |                                                                                    |                                                                                    |                                                                                    |                                                                                    |                                                                                    |                                                                                    |                                               |                                               |                                                         |                                                         |                                                         |                                                         |                                                         |                                                         |                                                       |                                                       |                                                       |                                                       |                                                  |                                                  |                                                |                                                |                                                |                                                |                                                                                                 |                                                                                                 |                                                                                                 |                                                                                                 | | | | | | | | | Luis V el Indolente rey de Francia Occ. (c. 967-986-987)                                                                           | Luis V el Indolente rey de Francia Occ. (c. 967-986-987)                                                                           | Luis V el Indolente rey de Francia Occ. (c. 967-986-987)                                           | Luis V el Indolente rey de Francia Occ. (c. 967-986-987)                                           | Luis V el Indolente rey de Francia Occ. (c. 967-986-987)                                           | Luis V el Indolente rey de Francia Occ. (c. 967-986-987)                                           |                                                |                                                | Otón duque de Baja Lotaringia (970-993-1012)                   | Otón duque de Baja Lotaringia (970-993-1012)                   | Otón duque de Baja Lotaringia (970-993-1012)                   | Otón duque de Baja Lotaringia (970-993-1012)                   | Otón duque de Baja Lotaringia (970-993-1012)                   | Otón duque de Baja Lotaringia (970-993-1012)                   |                                      |                                      | Luis duque de Baja Lotaringia (c. 977-1023)                             | Luis duque de Baja Lotaringia (c. 977-1023)                             | Luis duque de Baja Lotaringia (c. 977-1023)                             | Luis duque de Baja Lotaringia (c. 977-1023)                             | Luis duque de Baja Lotaringia (c. 977-1023)                             | Luis duque de Baja Lotaringia (c. 977-1023)                             |  |  |  |  |  |  |  |  |  |  |  |  |  |  |  |  |  |  |  |  |  |  |  |  |  |  |  |  |  |  |  |  |  |  |  |  |  |  |  |  |  |  |  |  |  |  |  |  |  |  |  |  |